# Victoria del Reino Unido
Victoria del Reino Unido (Alexandrina Victoria; Londres, 24 de mayo de 1819-isla de Wight, 22 de enero de 1901) fue la reina del Reino Unido desde su ascenso al trono, el 20 de junio de 1837, hasta su fallecimiento en enero de 1901. También fue la primera soberana británica en ostentar el título de emperatriz de la India desde el 1 de enero de 1877 hasta su deceso.
Era hija del príncipe Eduardo, duque de Kent y de Strathearn, cuarto hijo del rey Jorge III. Tanto su padre como su abuelo murieron en 1820, dejando a Victoria bajo la supervisión de su madre, la princesa Victoria de Sajonia-Coburgo-Saalfeld, de nacionalidad alemana. Heredó el trono a los dieciocho años, tras la muerte sin descendencia legítima de sus tres tíos paternos: Federico, duque de York y los reyes Jorge IV y Guillermo IV. 
El Reino Unido era ya en aquella época una monarquía constitucional establecida, en la que el soberano tenía relativamente pocos poderes políticos directos. En privado, Victoria intentó influir en el gobierno y en el nombramiento de ministros. En público, se convirtió en un icono nacional y en la figura que encarnaba el modelo de valores férreos y de moral personal típico de la época.
Se casó con su primo, el príncipe Alberto de Sajonia-Coburgo-Gotha en 1840. Sus nueve hijos y 26 de sus 42 nietos se casaron con otros miembros de la realeza o de la nobleza de Europa, uniendo a estas entre sí, lo que le valió el apodo de «Abuela de Europa». 
Tras la muerte de Alberto en 1861, Victoria comenzó un luto riguroso durante el cual evitó aparecer en público. Como resultado de su aislamiento, el republicanismo ganó fuerza durante algún tiempo, pero en la segunda mitad de su reinado, su popularidad volvió a aumentar. Sus jubileos de oro y de diamante fueron muy celebrados.
Su reinado, de 63 años y 216 días, es el segundo más largo de la historia del Reino Unido, solo superado por el de su tataranieta Isabel II, y se le conoce como época victoriana. Fue un periodo de cambio industrial, cultural, político, científico y militar en el Reino Unido y estuvo marcado por la expansión del Imperio británico. Victoria fue la última monarca de la casa de Hannover. Su hijo y sucesor, Eduardo VII, pertenecía a la nueva Casa de Sajonia-Coburgo y Gotha, posteriormente renombrada como Casa de Windsor por el hijo de este último, Jorge V, en 1917.

## Antecedentes
En 1817 la princesa Carlota Augusta de Gales murió dando a luz a un hijo que nació muerto, provocando una crisis sucesoria en el Reino Unido. Carlota era la única hija del príncipe regente (el futuro Jorge IV, hijo mayor de Jorge III del Reino Unido, que actuaba como regente debido a la enfermedad de su padre) y de su esposa «repudiada» Carolina de Brunswick-Wolfenbüttel. El embarazo fue visto como algo milagroso, ya que los padres alegaban no haber mantenido más de tres relaciones sexuales durante el matrimonio, por lo que el nacimiento de otro hijo del príncipe Jorge sería, como mínimo, improbable.
La línea de sucesión al trono británico se extinguió rápidamente: Jorge III tenía doce hijos, pero ningún nieto legítimo que pudiera heredar la corona. Sus cinco hijas estaban solteras o eran estériles y ninguno de sus hijos estaba casado, a excepción del segundo, Federico, que tampoco tenía hijos. Esto provocó una «carrera» por casarse por parte de los príncipes solteros. Su tercer hijo, Guillermo, se casó con la princesa Adelaida de Sajonia-Meiningen, de cuyo matrimonio nacieron dos hijas: Carlota (1819) e Isabel (1820), ambas muertas antes de cumplir dos años, y varios abortos espontáneos, el último de gemelos en 1821, por lo cual era probable que no tuvieran más hijos.
El cuarto hijo de Jorge III, Eduardo, se casó con Victoria de Sajonia-Coburgo-Saalfeld, viuda del duque de Leiningen —con el que había tenido dos hijos, Carlos y Feodora—, y hermana del viudo de Carlota, Leopoldo de Sajonia-Coburgo-Gotha. De este casamiento nació en 1819 una hija llamada Alejandrina Victoria. Tras las muertes sucesivas de las primas y del padre unos meses después y, ya en 1830, de Jorge IV, Victoria se convirtió en la heredera presunta al trono británico.

## Nacimiento y familia

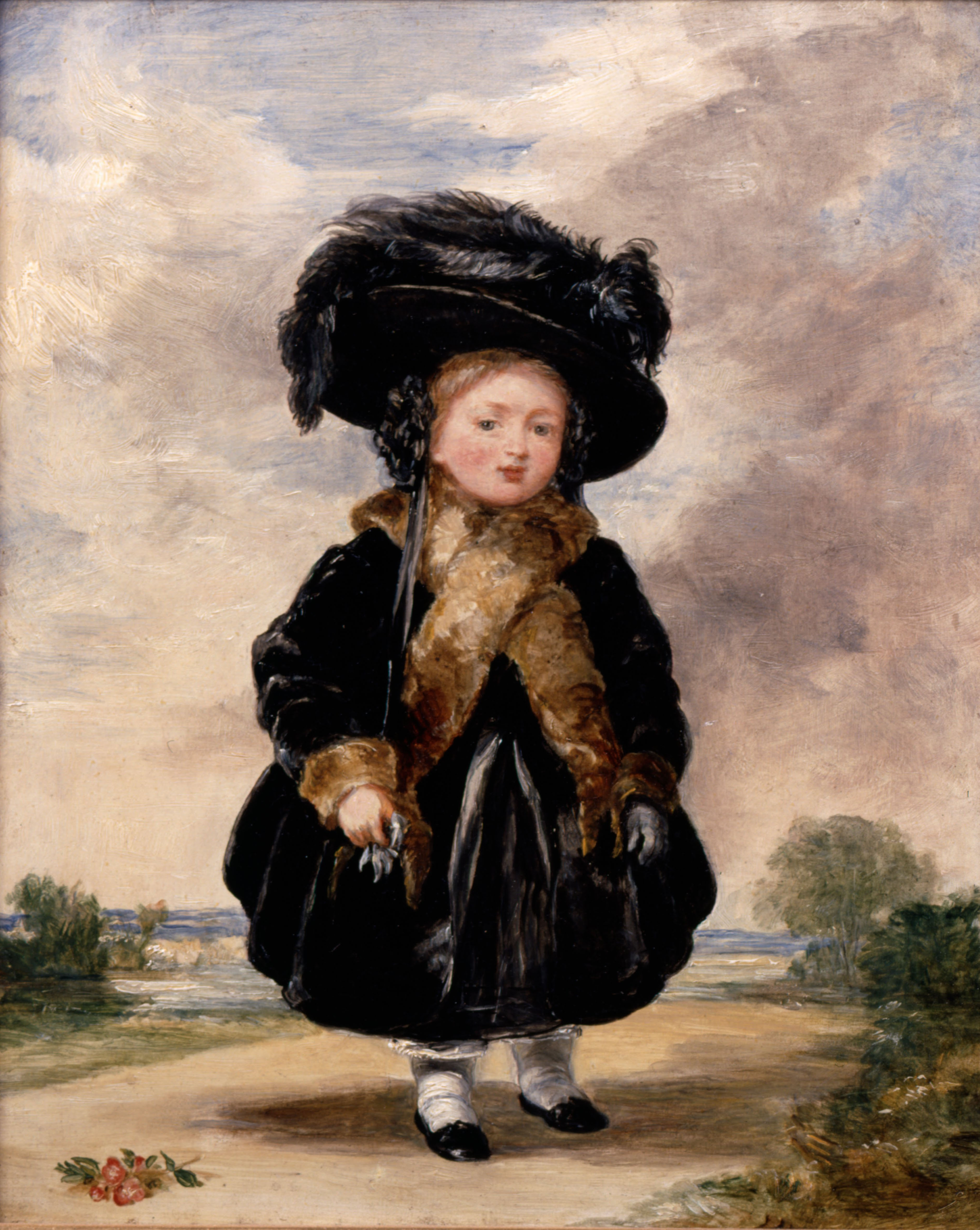
Retrato de la princesa Victoria a la edad de 4 años, por Stephen Poyntz Denning

El padre de Victoria, el príncipe Eduardo, se casó con la princesa Victoria el 30 de mayo de 1818 en el palacio de Ehrenburg en Coburgo. Para que no hubiera dudas sobre la validez del matrimonio, se realizó una segunda ceremonia en Inglaterra, en el palacio de Kew, el 11 de junio de ese mismo año, el mismo día que el hermano mayor del príncipe, el también príncipe Guillermo, se casó con la princesa Adelaida de Sajonia-Meiningen.
El padre de la futura reina tenía bastantes deudas antes del matrimonio, pero su situación económica empezó a agravarse aún más: como Eduardo no estaba de acuerdo con las posturas políticas de su hermano, el príncipe regente, este se negó a ayudarlo y, por eso, los padres de Victoria tuvieron que irse de Inglaterra y empezaron a vivir en Alemania. Pocas semanas después, Victoria supo que estaba embarazada y el duque se dio cuenta de la importancia que tenía el hecho de que el niño naciera en Inglaterra. Por eso, con la ayuda de algunos amigos, consiguió reunir el dinero suficiente para el viaje cuando la duquesa estaba embarazada de siete meses. Llegaron a su destino el 24 de abril de 1819 y se instalaron en el palacio de Kensington. Allí nació la futura reina Victoria justo un mes después, el 24 de mayo a las 4:15.
Victoria fue bautizada en la Sala de la Cúpula del palacio de Kensington el 24 de junio del mismo año por Charles Manners-Sutton, arzobispo de Canterbury. Sus padrinos fueron el zar Alejandro I de Rusia —representado en la ceremonia por su tío, Federico de York—; su tío Jorge, futuro Jorge IV; su tía, Carlota de Gran Bretaña —representada por la princesa Augusta Sofía del Reino Unido— y la abuela materna de Victoria, la duquesa Augusta —representada por la princesa María—. Sus padres quisieron llamarla Victoria Georgina Alejandrina Carlota Augusta, pero el príncipe regente —y hermano mayor del duque— insistió en que tres de los nombres desaparecieran. Acabó siendo bautizada únicamente como Alejandrina Victoria, en honor al zar Alejandro I y a su madre.
Victoria se encontraba en el quinto lugar en la línea de sucesión, después de su padre y de los tres hermanos mayores de este. El príncipe regente estaba separado de su mujer, y la esposa del duque de York, la princesa Federica Carlota de Prusia, tenía 52 años, por lo que no había muchas posibilidades de que los dos hijos mayores tuvieran herederos. Las dos hijas del duque de Clarence murieron antes de cumplir los dos años. El abuelo y el padre de Victoria murieron en 1820 con solo una semana de diferencia y el duque de York murió en 1827. Tras la muerte del rey Jorge IV en 1830, Victoria se convirtió en heredera presunta de su tío Guillermo IV. El Acta de Regencia de 1830 incluía una cláusula especial que convertiría a la duquesa de Kent y madre de Victoria en regente si Guillermo moría antes de que Victoria cumpliera 18 años. El rey Guillermo desconfiaba de la capacidad de la duquesa para ser regente y, en 1836, declaró en su presencia que quería vivir hasta ver a Victoria cumplir 18 para evitar una regencia.

## Heredera al trono

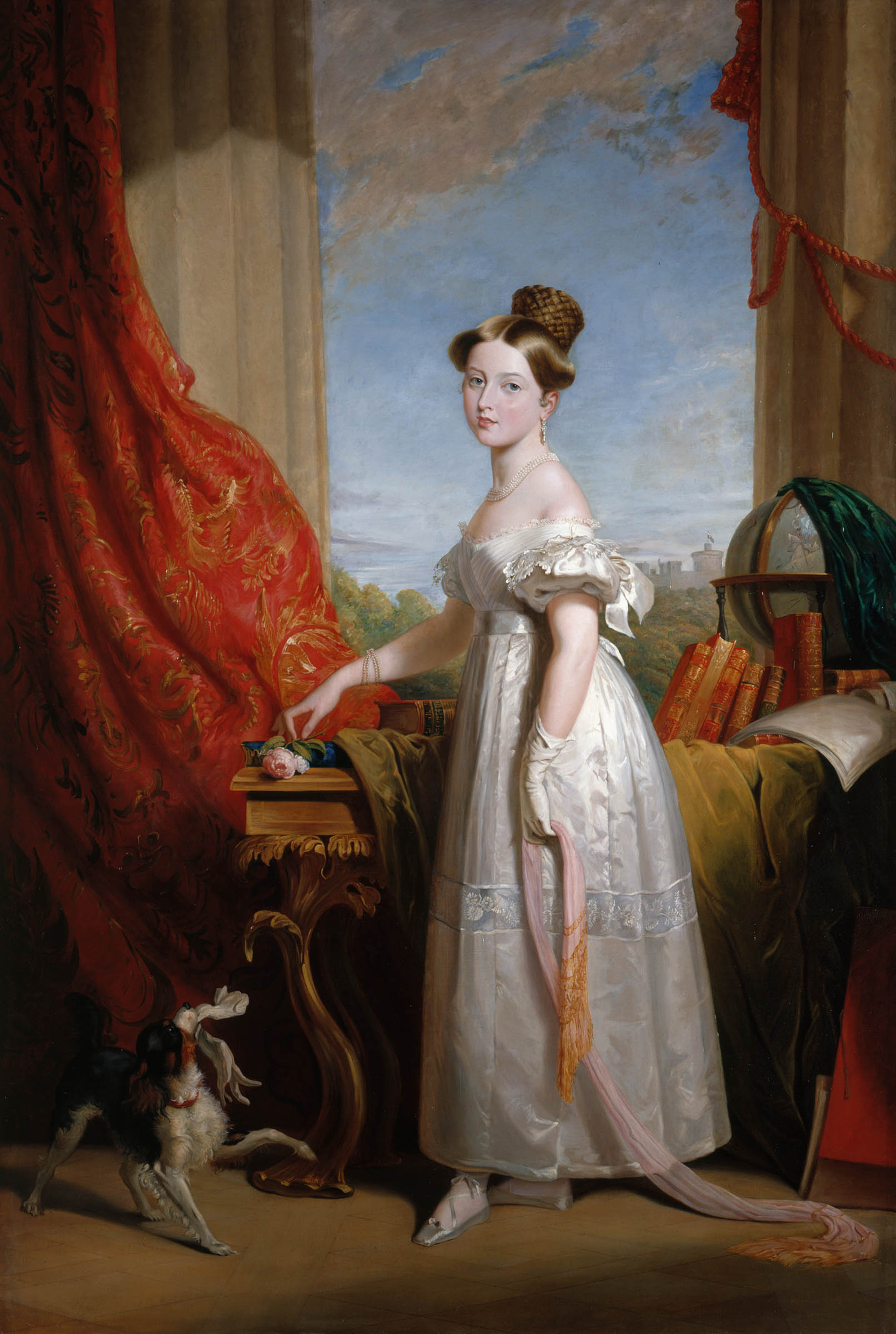
Victoria con su perro de agua Dash, en 1833, por George Hayter

Victoria describiría más tarde su infancia como «bastante melancólica». Su madre era muy protectora, por lo que tuvo una educación aislada, lejos de otros niños de su edad, siguiendo el llamado «sistema Kensington», un conjunto de reglas y protocolos elaborados por la duquesa y su ambicioso y dominante mayordomo, sir John Conroy, que según algunos rumores era amante de la duquesa. El sistema le impedía encontrarse con personas que su madre y Conroy consideraran indeseables —un grupo que incluía gran parte de la familia de su padre— y tenía como objetivo volverla débil y dependiente de ellos. La duquesa evitaba la corte, pues le molestaba que allí hubiera hijos ilegítimos del rey, y también para mostrar la moralidad de Victoria al insistir en el hecho de que su hija evitase toda forma de indecencia sexual. Victoria compartía cuarto con su madre, estudiaba con tutores privados de acuerdo con un horario reglado y pasaba las horas de ocio jugando con sus muñecas y su toy spaniel inglés, llamado Dash. Aprendió francés, alemán, italiano y latín, pero hablaba inglés en casa.
En 1830 la duquesa de Kent y Conroy llevaron a Victoria al centro de Inglaterra para visitar Malvern Hills, deteniéndose en varios pueblos y en casas de campo por el camino. Entre 1832 y 1835 realizaron viajes semejantes. Para gran irritación del rey Guillermo, Victoria fue recibida con mucho entusiasmo en todos los lugares. Guillermo consideró que esos viajes reflejaban una ambición de realeza y temía que se empezara a ver a Victoria como una rival en vez de como una heredera. A Victoria no le gustaban esos viajes: las constantes apariciones públicas la dejaban muy cansada y tenía poco tiempo para relajarse. La princesa acabaría oponiéndose a esto, y argumentaría que no le gustaban al rey, pero su madre ignoró sus quejas por celos y la obligó a continuar. Mientras estaba en Ramsgate, en octubre de 1835, Victoria cogió una fuerte fiebre, pero Conroy lo ignoró y afirmó que sus quejas eran fantasías infantiles. Mientras Victoria estaba enferma, Conroy y la duquesa intentaron que nombrara a Conroy su secretario privado, pero la princesa se negó. Durante su adolescencia, Victoria resistió a los persistentes intentos por parte de su madre y de Conroy para que este fuera su secretario. Cuando ascendió al trono, acabó finalmente por apartarlo de su presencia, pero Conroy se mantuvo en la casa de su madre.

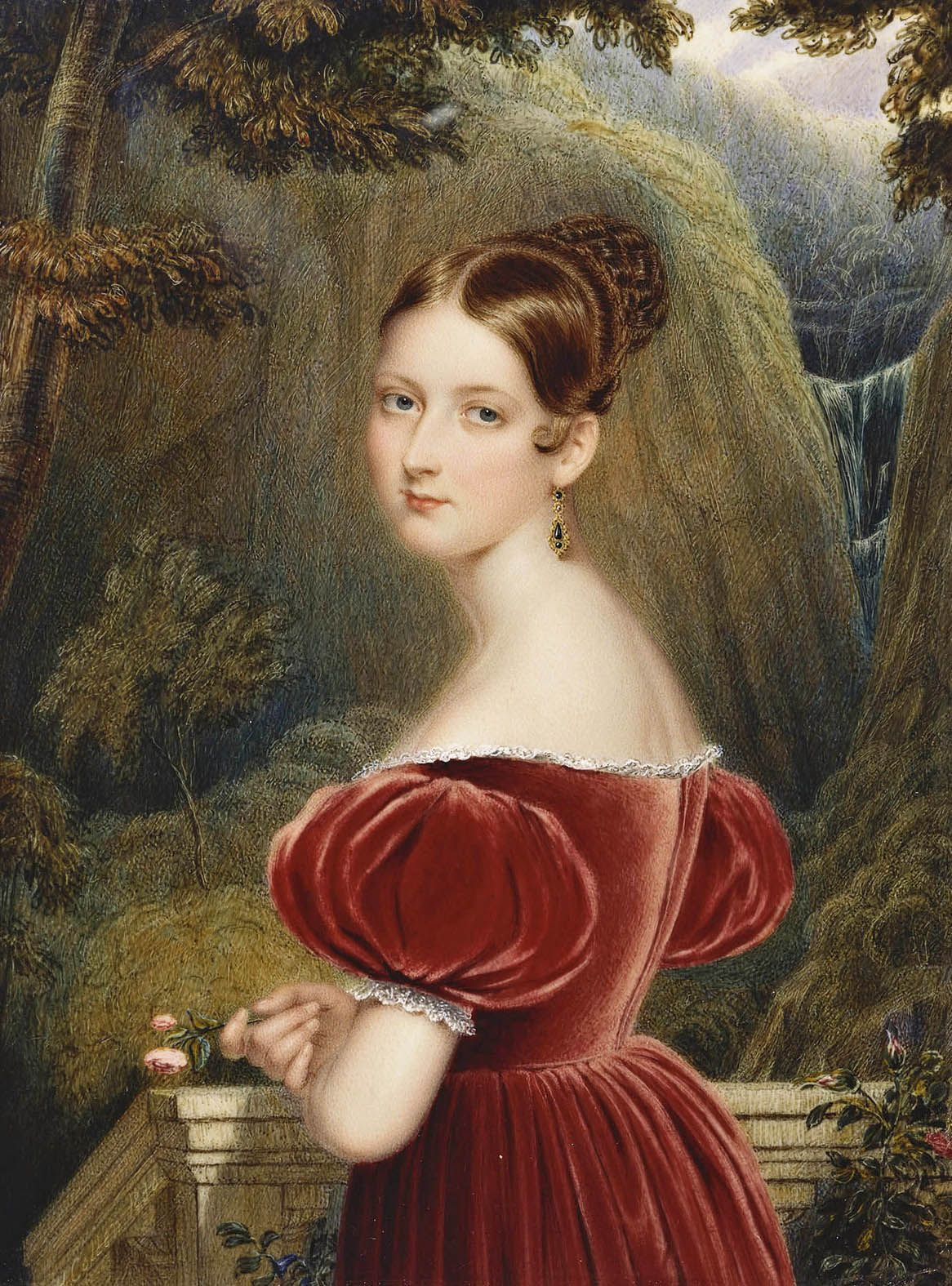
Victoria en su juventud

En 1836 el hermano de la duquesa, Leopoldo, que se había convertido en rey de Bélgica en 1831, empezó a hacer planes para casar a su sobrina Victoria con su sobrino Alberto. Leopoldo, la madre de Victoria y el padre de Alberto (el duque Ernesto I de Sajonia-Coburgo-Gotha) eran hermanos. Leopoldo convenció a su hermana para invitar a los parientes de Coburgo para que la visitaran en mayo de 1836, con el objetivo de presentar a Alberto a Victoria. Sin embargo, Guillermo IV no aprobaba ningún tipo de unión de los miembros de su familia con los Coburgo y hubiera preferido que su sobrina se hubiera casado con el príncipe Alejandro de los Países Bajos, segundo hijo de Guillermo II de los Países Bajos. Victoria sabía de la existencia de estos planes y daba su opinión sobre los príncipes elegibles que le presentaban. Según su diario, a Victoria siempre le gustó la compañía de Alberto. Al final de la visita, escribió: «[Alberto] es extremadamente guapo, su pelo es del mismo color que el mío, sus ojos son grandes y azules y tiene una nariz bonita y una boca muy dulce con unos buenos dientes. Pero el encanto de su cara reside en su expresión, que es muy agradable». Por otra parte, encontraba a Alejandro «demasiado simple».
Victoria le escribió a su tío Leopoldo, a quien siempre consideró su «mejor y más amable consejero», para agradecerle la «expectativa de gran felicidad para la cual ha contribuido la persona del querido Alberto (...) él tiene todas las cualidades deseables para hacerme totalmente feliz. Es tan sensible, tan amable y tan amoroso. Además, tiene el exterior más agradable y encantador que he conocido». Sin embargo, con 17 años y a pesar de estar muy interesada en Alberto, Victoria no estaba lista para casarse. Ambas partes no avanzaron hacia un compromiso formal, pero asumieron que su unión ocurriría con el tiempo.

## Primeros años de reinado

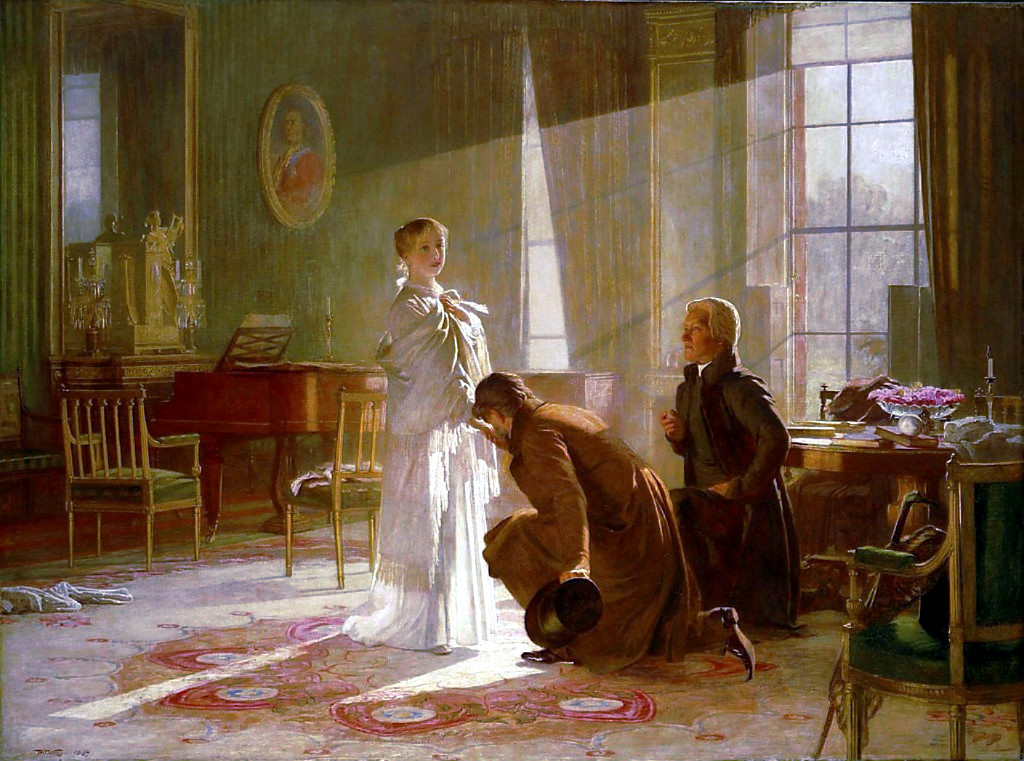
Victoria recibe la noticia de su ascenso al trono

Victoria cumplió 18 años el 24 de mayo de 1837, por lo que se evitó así una regencia. El 20 de junio de 1837 Guillermo IV murió a los 71 años, y Victoria se convirtió en reina del Reino Unido. En su diario escribió: «Mamá me levantó a las seis de la mañana y me dijo que el arzobispo de Canterbury y Conyngham estaban aquí y querían verme. Salí de la cama y fui a mi sala de espera (vestida solo con mi camisón), sola, y los vi. Conyngham me avisó de que mi pobre tío, el rey, ya no existía y que había dado su último suspiro doce minutos después de las dos de la mañana y que, por consiguiente, soy reina». Los documentos oficiales de su primer día de reinado se referían a ella como Alejandrina Victoria, pero su primer nombre fue retirado a petición de la reina y nunca volvió a ser usado.
Debido a que la Ley sálica imperaba en Hanóver, este trono pasó a su tío menor, el duque de Cumberland, terminando así la unión entre el Reino Unido y Hanóver existente desde 1714. Mientras la joven reina no tuvo hijos, el duque de Cumberland fue el heredero presuntivo del trono.

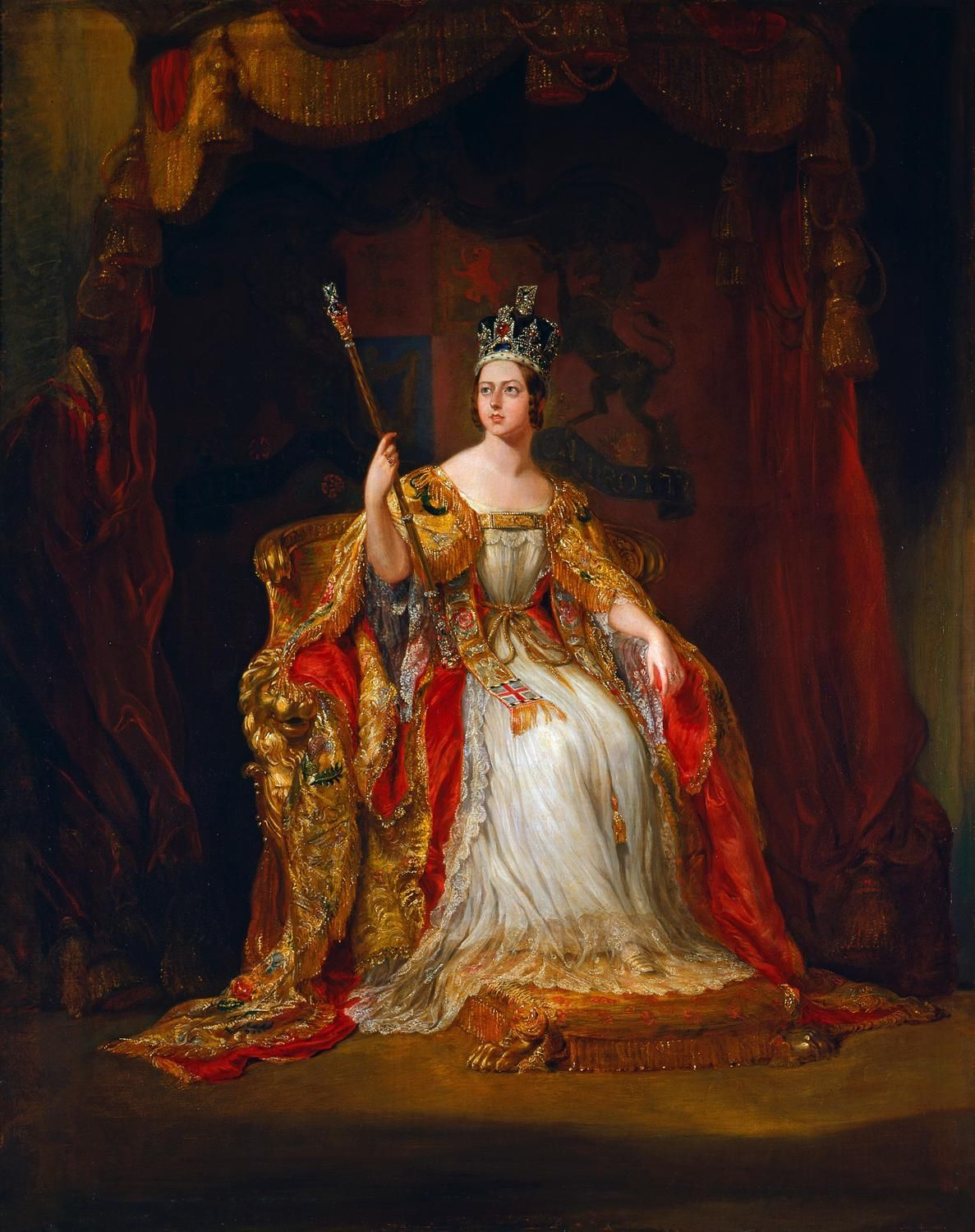
Retrato de Victoria realizado en ocasión de su coronación por George Hayter, 1838

El primer ministro whig, lord Melbourne, ejerció desde el comienzo una poderosa influencia sobre la políticamente inexperta soberana, quien acudía a él constantemente por consejos y ayuda. Charles Greville creía que al viudo Melbourne, que nunca había tenido hijos, «ella le caía muy bien y la quería como a una hija si hubiera tenido alguna», y es probable que Victoria lo viera como una figura paterna. Su coronación se realizó el 28 de junio de 1838 y Victoria se convirtió en la primera soberana en residir en el palacio de Buckingham. Heredó las propiedades de los ducados de Lancaster y Cornualles y empezó a recibir 385 000 libras al año. Al ser prudente a nivel financiero, consiguió pagar las deudas de su padre.
Al principio de su reinado, Victoria fue muy popular. Sin embargo, su reputación sufrió un duro revés debido a una intriga en la corte en 1839, cuando el abdomen de una de las damas de compañía de su madre, Flora Hastings, empezó a crecer de forma anormal, creando rumores de que se había quedado embarazada, fuera del matrimonio, de John Conroy. Victoria creyó en los rumores; odiaba a Conroy y despreciaba a «aquella odiosa lady Flora», ya que esta había conspirado con Conroy y la duquesa de Kent en el sistema Kensington. Al principio, lady Flora se negó a someterse a un examen médico desnuda, pero a mediados de febrero finalmente cedió y se descubrió que aún era virgen. Conroy, la familia Hastings y los conservadores organizaron una campaña de prensa afirmando que la reina había ayudado a extender rumores falsos sobre lady Flora. Cuando lady Flora murió en julio, la autopsia reveló que tenía un gran tumor en el hígado y que esa había sido la causa del crecimiento de su vientre. En apariciones públicas, a Victoria le silbaban y la llamaban «Mrs. Melbourne».
En 1839 Melbourne dimitió, cuando los radicales y conservadores —Victoria odiaba a ambos partidos— votaron contra una ley que suspendía la constitución de Jamaica, la cual retiraba el poder político a los dueños de las plantaciones que se estaban resistiendo a la abolición de la esclavitud.
La reina pidió a Robert Peel que formara gobierno, pero pronto entró en disputas con este debido a la Crisis de las Damas de Cámara. Por aquel entonces, la conformación de la corte real estaba regida por el sistema de patronazgo —es decir, el primer ministro escogía a los miembros que servirían a la reina entre sus partidarios—; muchas de las damas de cámara de la reina eran esposas de whigs, y sir Robert Peel exigía que fueran reemplazadas por esposas de tories. Victoria, aconsejada por Melbourne, se negó rotundamente a destituir a las damas de sus cargos, pues las había llegado a considerar amigas muy cercanas. Peel sentía que no podía gobernar bajo las restricciones impuestas por la reina y finalmente renunció al cargo de primer ministro, dejándole el camino libre a Melbourne para retornar al poder.
Frente a la imagen heredada a posterioridad como figura maternal del Imperio Británico, David Cannadine expone la escasa popularidad con la que contaba la monarquía británica para aquel momento, reflejada en las prensas locales. La posterior creación de medios nacionales de masas, rituales masivos y el crecimiento económico fueron mejorando la imagen de la monarquía de forma paralela a la disminución de su poder de forma directa, tendencia que se iría acentuando con sus posteriores descendientes.

## Matrimonio y familia

### Matrimonio

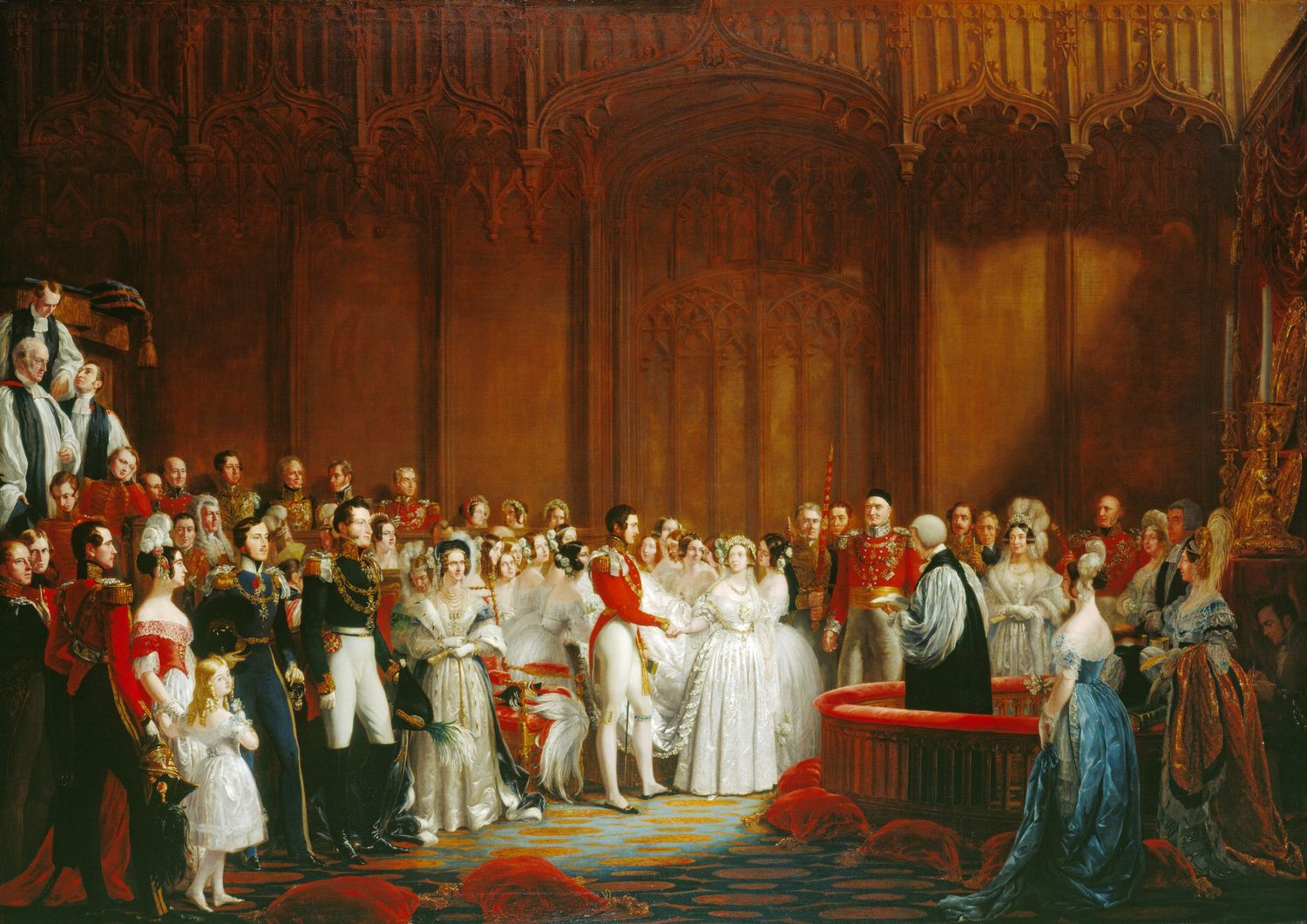
Casamiento de la reina Victoria con el príncipe Alberto, pintura de George Hayter

A pesar de ser reina, Victoria seguía viviendo con su madre, con la que no se llevaba bien debido al sistema Kensington y a su dependencia continua de Conroy, simplemente por estar soltera. Su madre vivía en aposentos alejados en el palacio de Buckingham y Victoria muchas veces se negaba a verla. Cuando la reina se quejó a Melbourne de que la proximidad de la madre había supuesto un «tormento durante muchos años», este simpatizó con ella y le dijo que eso se podía evitar con una boda, algo a lo que Victoria llamó la «alternativa chocante». Estaba interesada en la educación que Alberto estaba recibiendo para preparar su futuro papel de marido, pero se resistió a acelerar el matrimonio.
Victoria siguió elogiando a Alberto tras su segunda visita a Inglaterra en octubre de 1839. Alberto y Victoria se gustaban y la reina le pidió matrimonio el 15 de octubre de 1839, solo cinco días después de su llegada a Windsor. Se casaron el 10 de febrero de 1840 en la capilla real del palacio de St. James, en Londres. Victoria estaba totalmente enamorada. Se pasó la primera noche de casada con dolor de cabeza, pero escribió en su diario:

NUNCA, NUNCA he pasado una noche así. MI QUERIDO, QUERIDO, QUERIDO Alberto [...] con su gran amor y afecto me ha hecho sentir que estoy en un paraíso de amor y felicidad, algo que nunca esperaba sentir. Me cogió en sus brazos y nos besamos una y otra vez. Su belleza, su dulzura y su amabilidad —nunca podré agradecer suficientes veces tener un marido así— [...] que me llama con nombres tiernos como nunca antes me han llamado ha sido una increíble bendición. Este ha sido el día más feliz de mi vida.
Victoria

Alberto se convirtió en un consejero político importante, así como en el compañero de la reina, y sustituyó a lord Melbourne como la figura dominante e influyente en la primera mitad de su vida. La madre de Victoria tuvo que abandonar el palacio y fue enviada a Ingestre en Belgrave Square. Tras la muerte de la princesa Augusta Sofía del Reino Unido en 1840, la madre recibió las casas de Clarence y Frogmore. Con la ayuda de Alberto, la relación entre madre e hija empezó a mejorar poco a poco.
El 10 de junio de 1840, poco después de la boda, y con Victoria embarazada de su primer hijo, un joven llamado Edward Oxford, de 18 años de edad, intentó asesinarla cuando estaba en un carruaje acompañada por el príncipe Alberto camino de casa de su madre. Oxford disparó dos veces, pero ambas balas fallaron. Fue juzgado por alta traición y considerado culpable, aunque después fue liberado por considerarse que estaba loco. Tras el incidente, la popularidad de Victoria aumentó y se olvidó la anterior crisis. Su primera hija, que también se llamó Victoria, nació el 21 de noviembre de 1840. La reina odiaba estar embarazada, pensaba que dar el pecho era asqueroso y creía que los recién nacidos eran feos. Aun así, tendría ocho hijos más con Alberto.
La casa de Victoria estaba regida por la que había sido su institutriz durante la infancia, la baronesa Louise Lehzen. Lehzen había sido una gran influencia para Victoria y la había apoyado contra el sistema Kensington. Sin embargo, Alberto creía que Lehzen era una incompetente y que su desgobierno amenazaba la salud de su hija. Tras una discusión entre Victoria y Alberto, Lehzen fue jubilada y su relación tan cercana con Victoria acabó.

### Descendencia
|  | Nombre      | Fecha de nacimiento     | Fecha de defunción      | Consorte (fechas de nacimiento y muerte) e hijos |
|  | Victoria    | 21 de noviembre de 1840 | 5 de agosto de 1901     | Casada en 1858 (25 de enero), Príncipe heredero Federico de Prusia (1831-1888), futuro Federico III de Alemania; con descendencia en las casas reales de Europa como: - Guillermo II de Alemania (Hohenzollern). - Sofía de Prusia en Grecia (Schleswig-Holstein-Sonderburg-Glücksburg). Abuela de Sofía de Grecia y Constantino II de Grecia. - Margarita de Prusia en Finlandia (Hesse-Kassel). |
|  | Eduardo VII | 9 de noviembre de 1841  | 6 de mayo de 1910       | Casado en 1863 (10 de marzo), Alejandra de Dinamarca (1844-1925); con descendencia en las casas reales de Europa como: - Jorge V del Reino Unido (Windsor), abuelo de la reina Isabel II y bisabuelo del rey Carlos III del Reino Unido. - Maud de Gales en Noruega (Schleswig-Holstein-Sonderburg-Glücksburg), abuela del rey Harald V de Noruega.                                               |
|  | Alicia      | 25 de abril de 1843     | 14 de diciembre de 1878 | Casada en 1862 (1 de julio), Luis IV de Hesse-Darmstadt; con descendencia en las casas reales de Europa como: - Ernesto Luis, gran duque de Hesse (Hesse-Darmstadt). - Alix de Hesse-Darmstadt en Rusia (Románov). - Victoria de Hesse-Darmstadt, abuela de Felipe de Edimburgo |
|  | Alfredo     | 6 de agosto de 1844     | 31 de julio de 1900     | Casado en 1874 (23 de enero), María Aleksándrovna de Rusia; con descendencia en las casas reales de Europa como: - María de Edimburgo en Rumania (Hohenzollern-Sigmaringen). |
|  | Elena       | 25 de mayo de 1846      | 9 de junio de 1923      | Casada en 1866 (5 de julio), Cristián de Schleswig-Holstein; con descendencia |
|  | Luisa       | 18 de marzo de 1848     | 3 de diciembre de 1939  | Casada en 1871 (21 de marzo), John George Campbell; sin descendencia |
|  | Arturo      | 1 de mayo de 1850       | 16 de enero de 1942     | Casado en 1879 (13 de marzo), Luisa Margarita de Prusia (1860-1917); con descendencia como - Margarita de Connaught, en Suecia (Bernadotte), abuela de la reina Margarita II de Dinamarca y del rey Carlos XVI Gustavo de Suecia. |
|  | Leopoldo    | 7 de abril de 1853      | 28 de marzo 1884        | Casado en 1882 (27 de abril), Elena de Waldeck-Pyrmont; con descendencia (entre otros, Carlos Eduardo, duque de Sajonia-Coburgo-Gotha). |
|  | Beatriz     | 14 de abril de 1857     | 26 de octubre de 1944   | Casada en 1885 (23 de julio), Enrique de Battenberg; con descendencia - Victoria Eugenia de Battenberg, en España (Borbón), abuela del rey Juan Carlos I y bisabuela del rey Felipe VI de España. |

### Hemofilia
Uno de los hijos de Victoria, el segundo menor, Leopoldo, fue el primer descendiente de Victoria que padeció hemofilia B y dos de sus cinco hijas, Alicia y Beatriz, descubrieron, después de tener hijos, que eran portadoras del gen defectuoso. Entre los descendientes reales que padecieron esta enfermedad se encuentran sus bisnietos, el zarevich Alekséi Nikoláyevich Románov, el heredero al trono español Alfonso de Borbón y Battenberg y su hermano el infante Gonzalo de Borbón y Battenberg. La presencia de esta enfermedad en los descendientes de la reina, pero no así en sus antepasados, ha llevado a especulaciones que afirman que el verdadero padre de Victoria no era el duque de Kent, sino un hemofílico. No existe ninguna prueba documentada de la presencia de hemofílicos en la familia de la madre de Victoria. Es más probable que haya habido una mutación espontánea, ya que el padre de Victoria era bastante mayor cuando la concibió y la hemofilia aparece con mayor frecuencia en niños nacidos de padres mayores. Además, cerca del 30 % de los casos de hemofilia aparecen por mutaciones espontáneas.

## Años de juventud

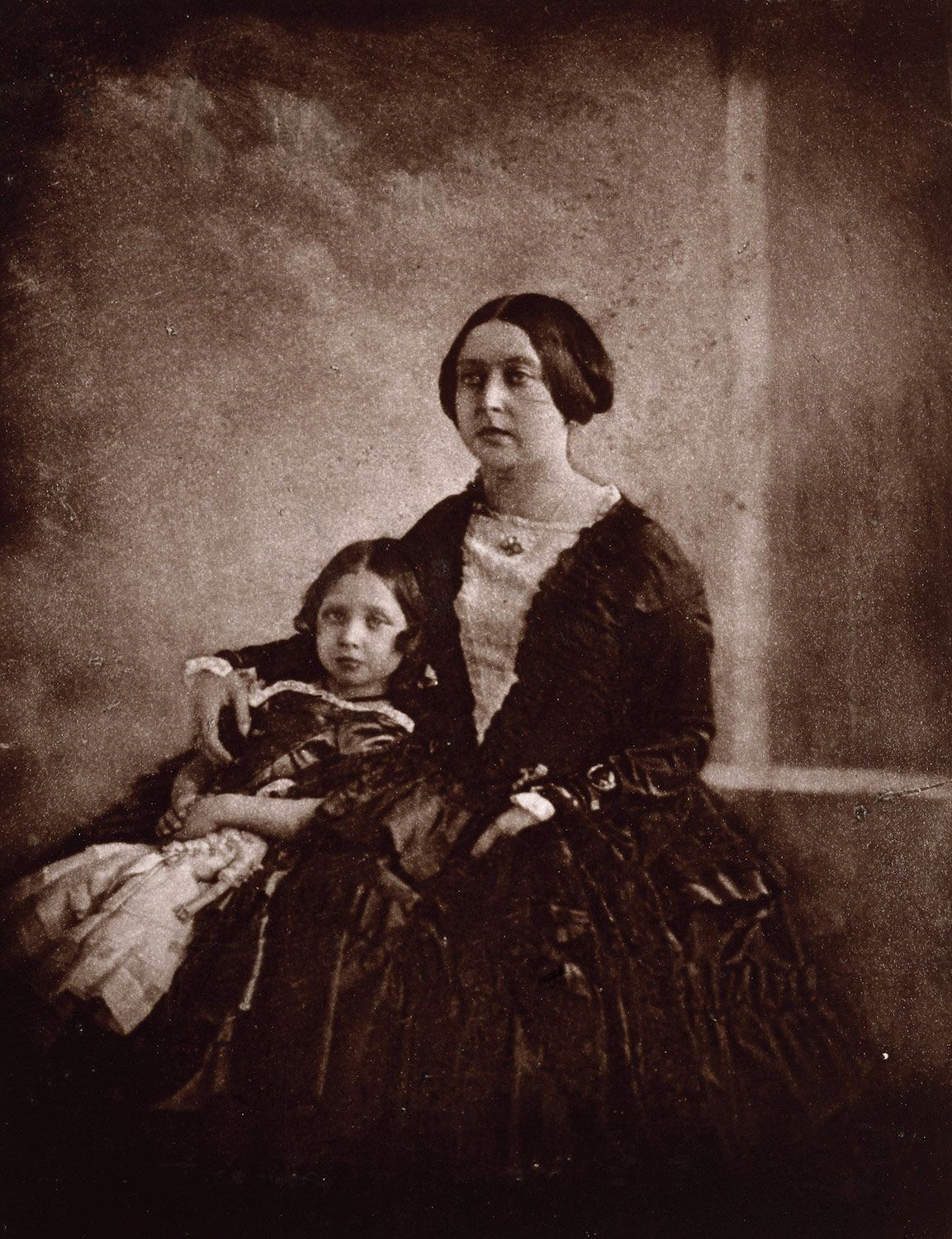
La primera fotografía conocida de la reina Victoria, realizada en 1844, con su hija mayor

El 29 de mayo de 1842 Victoria estaba en un carruaje en la zona de The Mall en Londres cuando John Francis le apuntó con una pistola, pero no disparó. El día siguiente Victoria fue por el mismo camino, pero más deprisa y con más seguridad en un intento premeditado de provocar a Francis para que disparara nuevamente y, así, ser pillado in fraganti. Como se esperaba, Francis disparó, fue atrapado por un policía vestido de paisano y condenado por alta traición. El 3 de julio, dos días después de que la sentencia de muerte de Francis fuera conmutada por el exilio a las colonias inglesas durante el resto de su vida, otro hombre, John William Bean, apuntó con una pistola a la reina, pero el arma solo estaba cargada con papel y tabaco. Bean fue condenado a 18 meses de cárcel. En 1849 hubo un ataque similar, esta vez llevado a cabo por el irlandés William Hamilton, que disparó una pistola cargada con pólvora contra el carruaje de Victoria cuando esta pasaba por Constitution Hill en Londres. En 1850 la reina fue herida al ser atacada por Robert Pate, un antiguo oficial del ejército, posiblemente loco. Mientras Victoria estaba en el carruaje, Pate la alcanzó con una bengala, destruyendo el sombrero y dejándole manchas negras en la cara. Tanto Hamilton como Pate fueron condenados a pasar siete años en las colonias británicas.
El apoyo que Melbourne tenía en el parlamento se debilitó a lo largo de los años de reinado de Victoria y, en las elecciones de 1841, los whigs salieron derrotados. Robert Peel se convirtió en el nuevo primer ministro y las damas de compañía que estaban relacionadas con los conservadores fueron sustituidas.
En 1845 Irlanda fue golpeada por la devastación de los cultivos de patata; en cuatro años, esta plaga costó las vidas de un millón de irlandeses y la emigración de otro millón. En respuesta a la llamada gran hambruna irlandesa (An Gorta Mor), la reina donó personalmente 2000 £, una cuantía superior a cualquier donación hecha por un solo individuo, y apoyó el crédito Maynooth a un seminario católico en Irlanda, a pesar de la oposición por parte de los protestantes. Sin embargo, Victoria fue conocida como la «reina del Hambre». De hecho, a finales del siglo XIX se contaban historias falsas que decían que donaba apenas 5 £ para aliviar el hambre y que era la misma cantidad que donaba para un refugio de animales.

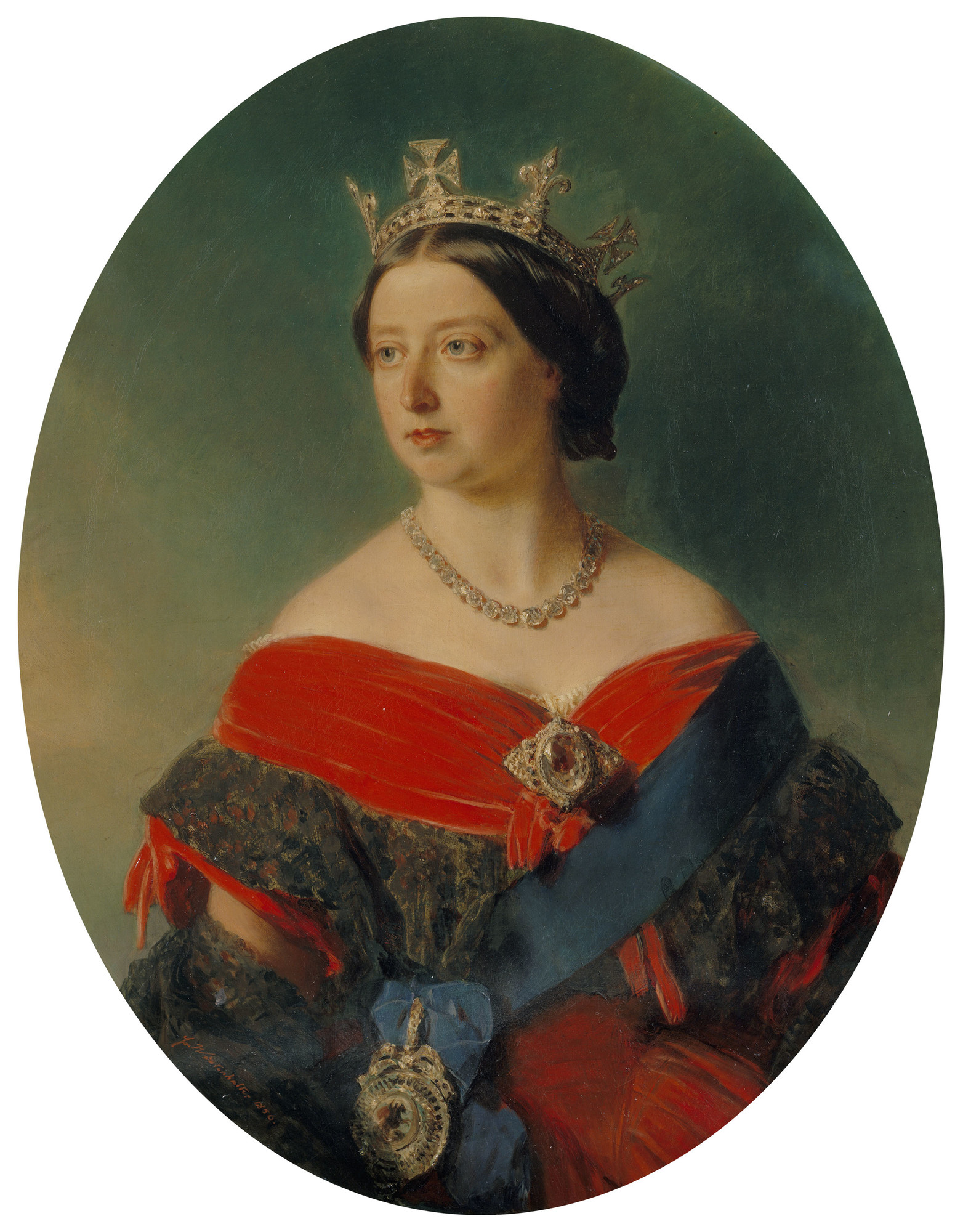
La reina Victoria, retratada por Winterhalter, en 1856

El gobierno de Peel se vio pronto envuelto en una crisis debido a las Leyes del Grano. Muchos tories —para entonces conocidos también como conservadores— se opusieron a la abrogación, pero algunos de ellos y la mayoría de los whigs la apoyaron. Peel dimitió en 1846, después de que la abrogación fuera aprobada por un estrecho margen, y fue sustituido por lord John Russell.
A nivel internacional, Victoria se centró en la mejora de las relaciones entre Francia y el Reino Unido. Visitó y recibió muchas veces a la familia real francesa, los Orleans, algunos de los cuales eran parientes de los Coburgo por matrimonio. En 1843 y 1845, Victoria y Alberto se hospedaron en el castillo de Eu con el rey Luis Felipe I de Francia. Victoria fue la primera monarca británica en visitar a un monarca francés desde el encuentro en el Campo de la tela de oro en 1520. Cuando Luis Felipe los visitó en 1844, se convirtió igualmente en el primer soberano francés en visitar a un soberano británico. Luis Felipe fue depuesto por la revolución de 1848 y partió al exilio a Inglaterra. En el punto más álgido de la ola revolucionaria en el Reino Unido en abril de 1848, Victoria y su familia cambiaron Londres por la seguridad de Osborne House, una propiedad privada en la isla de Wight que la reina había comprado en 1845 y reformado. Las manifestaciones de los cartistas y de los nacionalistas irlandeses no consiguieron apoyos a nivel nacional y las perturbaciones se diluyeron sin mayores problemas. La primera visita de la reina a Irlanda en 1849 fue un éxito, pero no tuvo ningún impacto duradero en el crecimiento del nacionalismo irlandés.
El gobierno de Russell, aunque whig, no fue favorecido por la reina. Particularmente ofensivo para Victoria era el ministro de Asuntos Exteriores, lord Palmerston, que actuaba a menudo sin consultar al Gabinete, al primer ministro o a la reina. En 1849, Victoria introdujo en el parlamento una queja, apoyada por Russell, alegando que Palmerston había enviado despachos oficiales a los líderes extranjeros sin su consentimiento, pero este continuó en su puesto y siguió actuando por iniciativa propia, a pesar de las repetidas llamadas de atención de la reina. No fue hasta 1851 que Palmerston fue relevado de su cargo; en aquella ocasión había anunciado la aprobación del Gobierno británico al golpe de Estado del presidente francés Luis Napoleón Bonaparte sin consultar previamente al primer ministro. Al año siguiente, Bonaparte se convirtió en el emperador Napoleón III, cuando la administración Russell había sido sustituida por el gobierno minoritario de corta duración liderado por Edward Smith-Stanley, 14.º conde de Derby.
En 1853 Victoria dio a luz a su octavo hijo, Leopoldo, con la ayuda de un nuevo anestésico, el cloroformo. La reina quedó tan impresionada con el alivio proporcionado por este compuesto que, cuatro años después, lo volvió a utilizar durante el parto de su última hija, Beatriz, a pesar de la oposición por parte de muchos clérigos, quienes consideraban que iba en contra de las enseñanzas bíblicas, así como por algunos miembros de la comunidad médica, que lo consideraban un medicamento muy peligroso. Victoria pudo haber sufrido depresión postparto tras muchos de sus embarazos. Existen cartas escritas por Alberto a Victoria donde se quejaba de su falta de autocontrol: por ejemplo, cerca de un mes después del nacimiento de Leopoldo, Alberto se quejó por carta de la «continua histeria» que padecía su esposa debido a «cualquier asunto sin importancia».

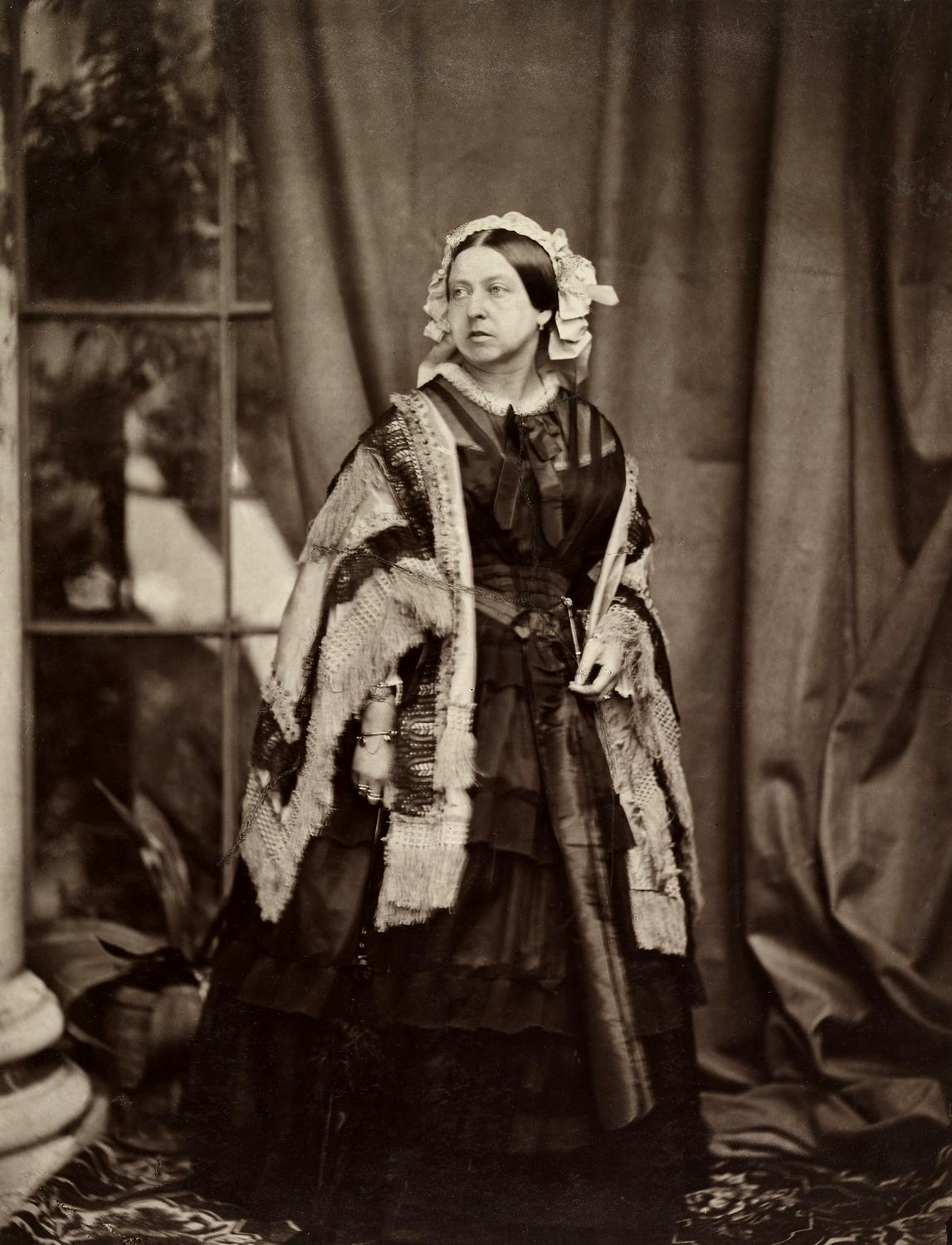
Victoria en 1860

A principios de 1855, el gobierno de Aberdeen, que había sustituido al de Derby, fue criticado por el mal uso de las tropas británicas durante la Guerra de Crimea y cayó. Victoria habló con Derby y Russell para formar un nuevo gobierno, pero ninguno de los dos tuvo apoyo suficiente, por lo que la reina tuvo que nombrar a Palmerston como nuevo primer ministro.
Napoleón III, que desde la guerra de Crimea se había convertido en el mayor aliado británico, visitó Londres en abril de 1855 y entre el 17 y el 28 de agosto de ese mismo año, Victoria y Alberto le devolvieron la visita. Napoleón se encontró con la pareja en Dunkerque y los acompañó a París, donde visitaron la Exposición Universal (sucesora de la Gran Exposición organizada por Alberto en 1851) y la sepultura de Napoleón en Los Inválidos (en la cual habían sido colocados sus restos mortales en 1840), y fueron invitados de honor en un baile con 1200 invitados en el palacio de Versalles.
El 14 de enero de 1858, un refugiado italiano que vivía en Gran Bretaña intentó asesinar a Napoleón III con una bomba fabricada en Inglaterra. Esto provocó una crisis diplomática que desestabilizó el gobierno e hizo que Palmerston dimitiese. Derby volvió a ser primer ministro. Victoria y Alberto estuvieron presentes en la apertura de una nueva base en el puerto militar francés de Cherburgo el 5 de agosto de 1858, un intento por parte de Napoleón para asegurar a Gran Bretaña que su armamento estaba dirigido hacia otro lugar. Cuando regresó a Inglaterra, Victoria escribió a Derby y le reprendió por el débil estado de la Marina Real británica en comparación con la armada francesa.
Once días después del intento de asesinato en Francia, la hija mayor de Victoria se casó con el príncipe Federico de Prusia en Londres. Estaban prometidos desde 1855, cuando la princesa real solo contaba con 14 años, pero el enlace fue aplazado por los padres de la novia hasta que esta cumpliera 17. La reina y el príncipe consorte esperaban que la pareja fuera responsable de la liberalización del creciente reino prusiano. Victoria sintió «un dolor en el corazón» al ver a su hija dejar Inglaterra para trasladarse a Alemania. «Haz que me arrepienta», le escribió en una de sus frecuentes cartas, «cuando veo a tus hermanas, tan dulces, tan felices y pienso que las voy a tener que dejar marchar una a una». Casi un año después, la princesa real dio a luz al primer nieto de la reina Victoria, el futuro káiser Guillermo II de Alemania.

## Viudez

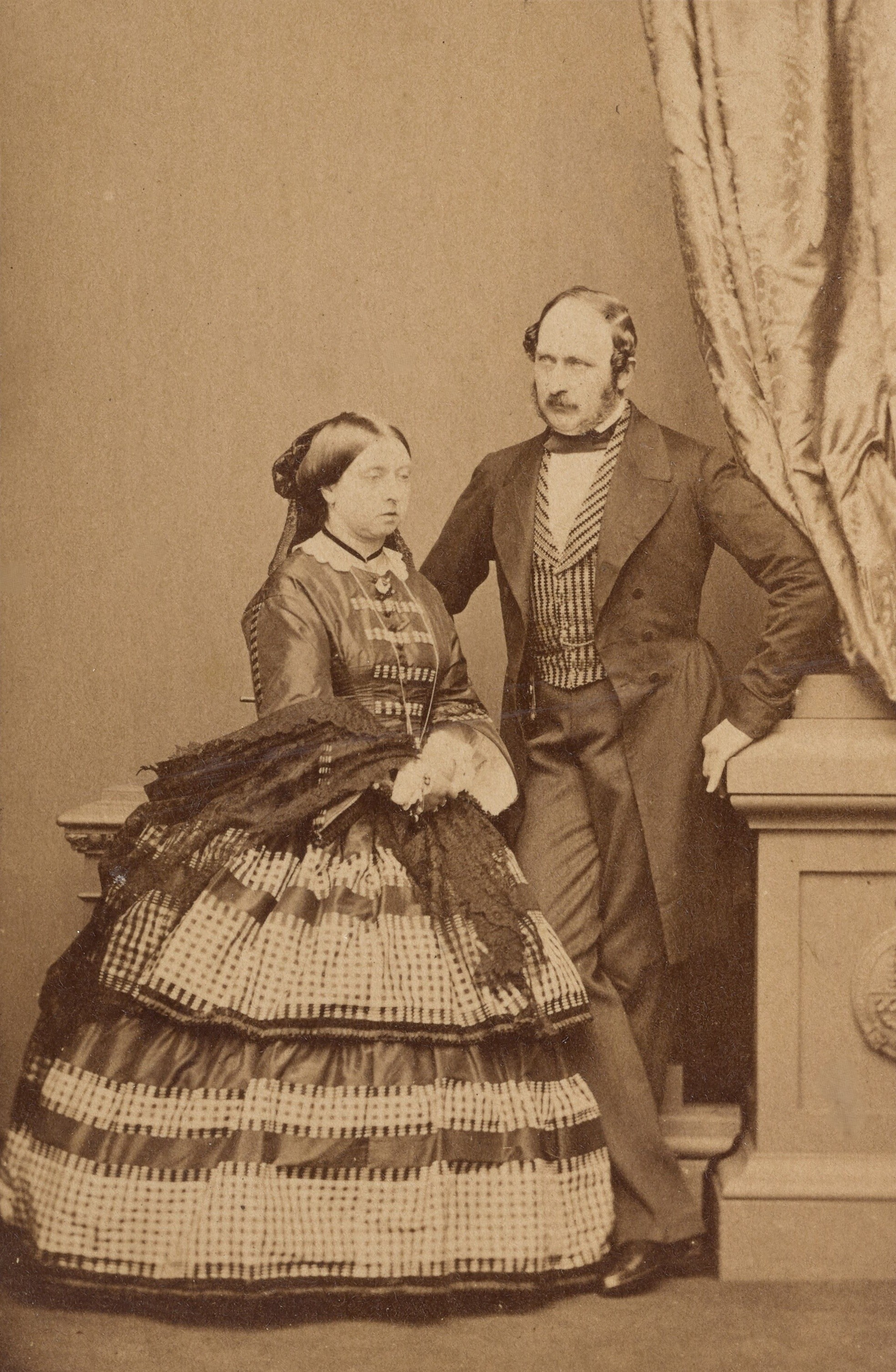
Victoria y Alberto fotografiados en marzo de 1861, nueve meses antes de la muerte del príncipe consorte

En marzo de 1861, la madre de Victoria murió a su lado. Cuando leyó los documentos que le dejó, comprendió que su madre la había querido profundamente. La reina se quedó destrozada y culpó a Conroy y a Lehzen por haberla alejado de ella «maliciosamente». Para distraer a su esposa durante este periodo de sufrimiento intenso, Alberto la sustituyó en la mayoría de sus deberes a pesar de que él tenía problemas crónicos en el estómago. En agosto, Victoria y Alberto visitaron a su hijo, el príncipe Eduardo de Gales, que estaba participando en unas maniobras del ejército en Dublín, y pasaron algunos días en Killarney. En noviembre, Alberto supo de la existencia de unos rumores de que Eduardo había dormido con una actriz en Irlanda. Horrorizado, fue hasta Cambridge, donde su hijo estaba estudiando, y se encaró con él. A principios de diciembre, el príncipe consorte estaba muy enfermo, y el doctor William Jenner le diagnosticó fiebre tifoidea. Finalmente, falleció el 14 de diciembre de ese año.
La pérdida de quien fuera su compañero, amigo y consejero devastó a la reina, que mantuvo desde entonces un estado semipermanente de luto y usó el color negro para sus vestidos durante el resto de su vida. También, en los años posteriores, evitó las apariciones públicas y rara vez puso los pies en Londres, lo que le valió el apodo de «la Viuda de Windsor». Victoria consideró a su hijo Eduardo, joven indiscreto y frívolo, culpable de la muerte de su padre.
El aislamiento de Victoria del público disminuyó en gran medida la popularidad de la monarquía, e incluso animó el crecimiento del movimiento republicano. Aunque cumplió sus deberes oficiales, no participó activamente en el gobierno, y permaneció confinada en sus residencias reales, como Balmoral en Escocia —que Alberto había comprado en 1847—, Windsor y Osborne House, en la isla de Wight. En marzo de 1864, un hombre colocó un cartel en las balaustradas del palacio de Buckingham en el que decía: 

Esta propiedad está a la venta debido a la quiebra del negocio del antiguo ocupante.

Su tío, el rey Leopoldo I de Bélgica, le escribió para aconsejarle que apareciera en público. Victoria estuvo de acuerdo en aparecer en los jardines de la sociedad real de horticultura en Kensington y dar un paseo en un carro abierto por Londres.

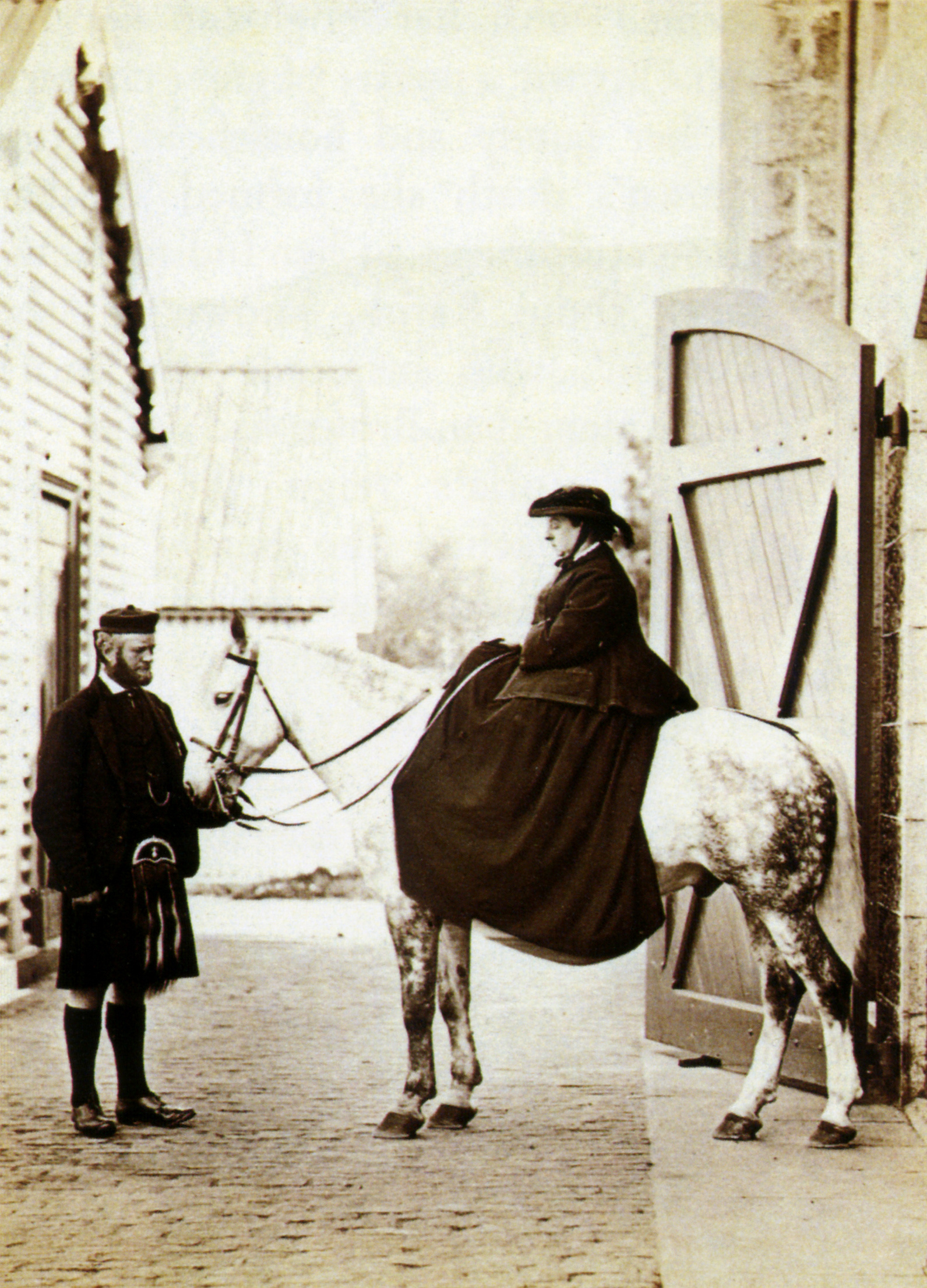
Fotografía de la reina a caballo, junto a su criado, John Brown, en 1868

A lo largo de la década de 1860, Victoria comenzó a confiar cada vez más en un criado escocés, John Brown; se rumoreó que entre ellos hubo una relación romántica e incluso un matrimonio secreto, y algunos periódicos empezaron a llamarla «Señora Brown». Existe también un cuadro de Edwin Landseer que muestra a la reina y a Brown, y que se encuentra expuesto en la Royal Academy. Victoria publicó un libro llamado Leaves from the Journal of Our Life in the Highlands, que habla mucho de Brown, y en el que la reina elogia en gran medida a su criado.
Entretanto, una de las piezas más importantes de la legislación del siglo XIX —el Acta de Reformas de 1867— fue aprobada por el parlamento. Esta reforma, que fue apoyada por la reina, duplicaba el número de electores y extendía el derecho al voto a diversos trabajadores urbanos, pero no a las mujeres. Lord Palmerston se había opuesto totalmente a la reforma electoral, pero su ministerio terminó con su muerte en 1865. Lord Derby asumió el cargo, siendo sucedido por Russell. Luego, Derby volvió a ocupar el cargo de primer ministro, y durante su ministerio se aprobó el Acta de Reforma. En 1866, Victoria asistió a la sesión del parlamento por primera vez desde la muerte de Alberto. En 1868 Derby dimitió y fue sustituido por el conservador Benjamin Disraeli —posteriormente primer conde de Beaconsfield—, que encantó a la reina: «A todo el mundo le gustan los elogios», decía, «pero cuando una persona entra en contacto con la realeza, debe tomarlos con pinzas». Siempre saludaba a la reina con la frase «we authors, Ma'am» y la elogiaba. Sin embargo, su gobierno apenas duró unos meses y fue sustituido por el liberal William Ewart Gladstone. Se hicieron famosos los desacuerdos de Gladstone con Victoria y Disraeli durante su carrera política. Ella comentó una vez que cuando él se le dirigía era como si estuvieran en una reunión pública.
Para 1870, el sentimiento republicano alcanzó un punto álgido, alimentado por el aislamiento de Victoria y la creación de la Tercera República Francesa. Se realizó un mitin republicano en Trafalgar Square, donde varios miembros radicales del gobierno criticaron a la reina y exigieron su abdicación. Entre agosto y septiembre de 1871, Victoria estaba gravemente enferma debido a un absceso en el brazo, que Joseph Lister consiguió tratar con éxito gracias a su nuevo spray de ácido carbólico antiséptico. A finales de noviembre de 1871, en el punto más alto del movimiento republicano, el príncipe de Gales contrajo fiebre tifoidea, la misma enfermedad que había matado a su padre, lo que causó temor a la reina por su muerte.
A medida que se acercaba el décimo aniversario del deceso de su marido, la salud del príncipe de Gales parecía no dar señales de mejora y la preocupación de Victoria continuó. Afortunadamente, Eduardo se recuperó y sobrevivió a la enfermedad, apareciendo, posteriormente, junto a su madre en Londres durante un acto público y un gran servicio de acción de gracias en la catedral de San Pablo el 27 de febrero de 1872. A partir de entonces, el sentimiento republicano empezó a decaer.
Dos días después del servicio de acción de gracias, Arthur O'Connor —sobrino nieto de un diputado irlandés— apuntó con una pistola sin balas al carruaje abierto de la reina cuando esta atravesaba los portones del palacio de Buckingham. Brown, que estaba al lado de Victoria, lo atrapó, y el pistolero fue condenado a un año de cárcel. Gracias a este incidente, la popularidad de la soberana aumentó aún más.

## Emperatriz de la India
Tras la rebelión de los cipayos en 1857, la Compañía Británica de las Indias Orientales, que había gobernado gran parte de la India, fue disuelta, y las posesiones y protectorados británicos fueron incorporados formalmente al Imperio británico. La reina tenía una visión relativamente neutral sobre el conflicto y condenó las atrocidades cometidas por ambos bandos. Escribió sobre su «sentimiento de horror y arrepentimiento por el resultado de esta guerra civil sangrienta», e insistió, incentivada por Alberto, que debía anunciar que la proclamación oficial afirmando la transferencia de poder de la compañía al Estado «debía mostrar un sentimiento de generosidad, benevolencia y tolerancia religiosa». Por orden de Victoria, una referencia que amenazaba la «disminución de las religiones nativas y de sus costumbres» fue sustituida por un pasaje que garantizaba la libertad religiosa.
En las elecciones de 1874, Disraeli volvió al poder, y su gobierno aprobó una ley de regulación de culto público que retiraba los rituales católicos de la liturgia anglicana, ley que Victoria apoyó: la reina prefería misas cortas y sencillas, y le gustaba más la doctrina de la iglesia presbiteriana escocesa que la inglesa. Fue este primer ministro el que aprobó la ley que confería a la reina el título de «emperatriz de la India» el 1 de mayo de 1876. El nuevo título fue proclamado en el Delhi Durbar el 1 de enero de 1877.

## Últimos años

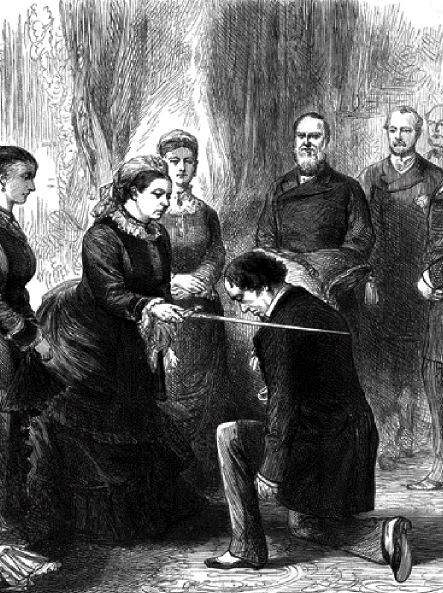
Litografía de Victoria nombrando a Benjamin Disraeli caballero de la Orden de la Jarretera, 1878

El 14 de diciembre de 1878, día del 17.º aniversario de la muerte del príncipe Alberto, la segunda hija de Victoria, Alicia, casada con el gran duque Luis IV de Hesse-Darmstadt, falleció de difteria en Darmstadt (Alemania). Victoria encontró la coincidencia de las fechas «casi increíble y muy misteriosa». En mayo de 1879, se convirtió en bisabuela por primera vez con el nacimiento de la princesa Feodora de Sajonia-Meiningen, hija de su nieta Carlota de Prusia.
Entre abril de 1877 y febrero de 1878, la reina amenazó con abdicar del trono cinco veces para presionar a Disraeli a condenar al Imperio ruso por sus acciones en la guerra ruso-turca, pero sus amenazas no tuvieron ningún impacto ni acabaron con el Congreso de Berlín.
La política exterior expansionista de Disraeli, que Victoria apoyaba, inició conflictos como la guerra anglo-zulú y la segunda guerra anglo-afgana, a lo que la reina escribió:

Si queremos mantener nuestra posición como gran potencia, tenemos que estar preparados para ataques y guerras en un lugar u otro.
Victoria

También, veía la expansión del Imperio británico como civilizadora y beneficiosa, ya que protegía a los pueblos nativos de las potencias más agresivas o de gobernantes crueles, declarando que: «No es costumbre nuestra anexionar países, a no ser que nos veamos obligados o forzados a hacerlo».
Para desaliento de Victoria, Disraeli perdió las elecciones de 1880 y Gladstone volvió al poder como primer ministro. La muerte de Disraeli, acaecida al año siguiente, consternó a la reina, quien mandó colocar en su sepultura una placa en la que se podía leer: 

Colocada por su muy grata soberana y amiga, Victoria, R.I.

El 2 de marzo de 1882, Roderick Maclean, un reconocido poeta que se sentía ofendido porque la reina se había negado a leer uno de sus poemas, disparó contra Victoria mientras su carruaje abandonaba la estación de tren de Windsor. Dos estudiantes del colegio Eton golpearon al poeta con sus paraguas hasta que fue detenido por la policía. Más tarde, Victoria se enfureció al enterarse de que Maclean quedó en libertad por locura, pero se alegró con las demostraciones de lealtad después del ataque, y llegó a afirmar que había valido la pena haber sufrido ese atentado, solo para ver el aprecio de sus súbditos.
El 17 de marzo de 1883, la reina se cayó por unas escaleras en Windsor, lo que provocó que estuviera en una silla de ruedas hasta julio. Victoria nunca se recuperó completamente de la caída y sufrió reumatismo hasta su fallecimiento. John Brown murió días después del accidente y, para consternación de su secretario privado, Henry Ponsonby, la monarca empezó a trabajar en una biografía laudatoria de su fiel criado. Ponsonby y el decano de Windsor, Randall Davidson, quienes habían visto los primeros esbozos, aconsejaron a Victoria que no publicara el trabajo, ya que podría causar rumores de que los dos habían tenido una relación amorosa, por lo que el manuscrito fue destruido.
A principios de 1884, publicó el libro More Leaves from a Journal of a Life in the Highlands, una secuela de su primer libro, dedicado a su «criado personal, devoto y fiel amigo, John Brown». Un día después del aniversario de la muerte de Brown, Victoria supo mediante un telegrama que su hijo pequeño, Leopoldo, había muerto en Cannes, víctima de hemofilia. Victoria lamentó la muerte de aquel que era el más querido de entre sus hijos. Al mes siguiente, la hija menor de la reina, Beatriz, conoció y se enamoró del príncipe Enrique de Battenberg en la boda de su sobrina Victoria de Hesse-Darmstadt con el hermano mayor del príncipe, Luis de Battenberg. Beatriz y Enrique querían casarse, pero, en un primer momento, Victoria se opuso a la unión, ya que deseaba que Beatriz permaneciera a su lado y le hiciera compañía. Un año después, cambió de opinión cuando la pareja le prometió que seguirían viviendo cerca para acompañarla.
Victoria se alegró cuando Gladstone se vio obligado a dimitir en 1885, tras no poder aprobar su presupuesto. La reina pensaba que su gobierno había sido el «peor que había tenido» y le culpaba de la muerte del general Gordon en Jartum. Gladstone fue sustituido por lord Salisbury. Sin embargo, este gobierno apenas duró unos meses, y Victoria tuvo que llamar nuevamente a Gladstone, a quien denominaba como «medio loco y, en verdad, no es más que un hombrecito ridículo de muchas maneras». Gladstone intentó aprobar una ley que daba a Irlanda un gobierno propio, pero, para alegría de Victoria, no fue aprobada. En las elecciones, el gobierno de Gladstone cedió el poder a Salisbury.

### Jubileo de oro

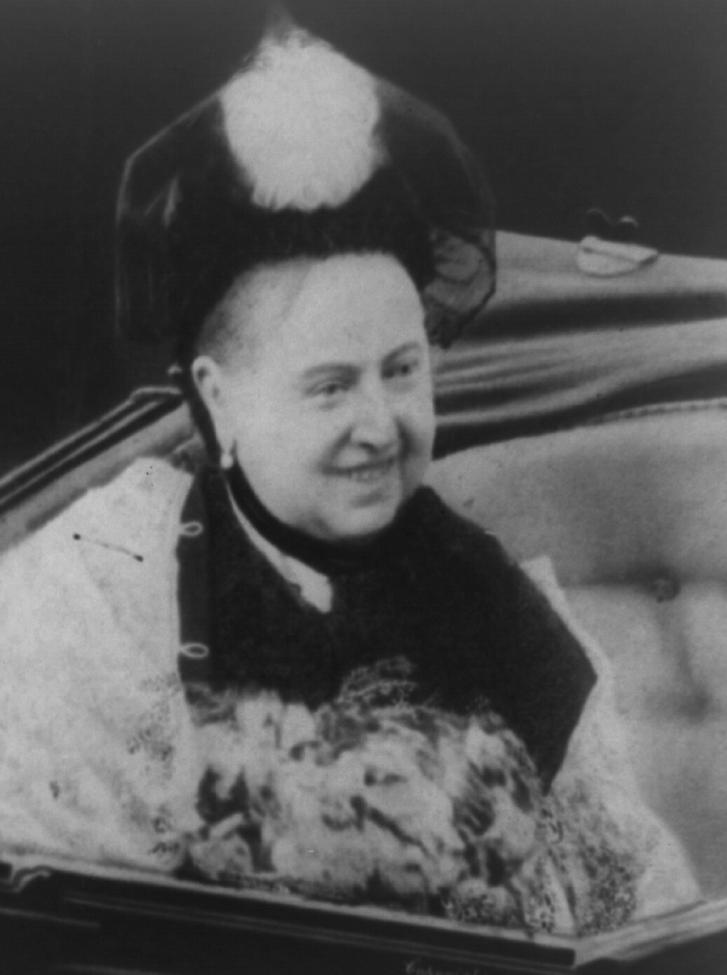
Victoria en su Jubileo de oro

En 1887, el Reino Unido celebró el Jubileo de oro de la reina Victoria. El 20 de junio de ese año, la monarca celebró el quincuagésimo aniversario de su ascensión al trono con un banquete, al cual fueron invitados 50 reyes y príncipes europeos. Al día siguiente, participó en un desfile que, en palabras de Mark Twain, «se extendía más allá del límite de la visión en ambas direcciones» y estuvo presente en una misa de acción de gracias en la abadía de Westminster.
A estas alturas, Victoria era de nuevo extremadamente popular. Dos días después, el 23 de junio, contrató a dos indios musulmanes para que fueran sus criados. Uno de ellos, Abdul Karim, fue ascendido a «Munshi» (maestro), enseñó a la reina hindi urdu y se convirtió en su escriba.
La familia y los criados de la reina se asustaron y acusaron a Karim de ser un espía de la Liga Musulmana, e intentaron poner a Victoria en su contra. El caballerizo de la reina, Frederick Ponsonby —hijo de Henry, el secretario de la soberana—, descubrió que Karim había mentido sobre sus padres y le dijo a lord Elgin, virrey de la India, que «el indio ocupa el mismo puesto que ocupaba John Brown». Victoria ignoró las quejas, al considerarlas racistas. Karim estuvo con la reina hasta la muerte de esta, y después regresó a la India con una pensión.
La hija mayor de Victoria se convirtió en emperatriz consorte de Alemania en 1888, pero enviudó tres meses después y su nieto, Guillermo, se convirtió en emperador con el nombre de Guillermo II. Con el reinado de Guillermo, las esperanzas que Victoria y Alberto tenían puestas para la liberalización alemana no se cumplieron, ya que este creía en la autocracia. Victoria pensaba que su nieto tenía «poco corazón o tacto y [que] (...) su conciencia e inteligencia habían sido totalmente deformadas».
Gladstone volvió al poder una vez más en 1892, con 82 años. Victoria vetó el nombramiento del diputado radical Henry Labouchere para ocupar un sitio en el gobierno y Gladstone lo aceptó. En 1894, se jubiló y fue reemplazado por el liberal imperialista lord Rosebery, y sucedido, al año siguiente, por lord Salisbury, quien gobernó hasta la muerte de Victoria.

### Jubileo de diamante

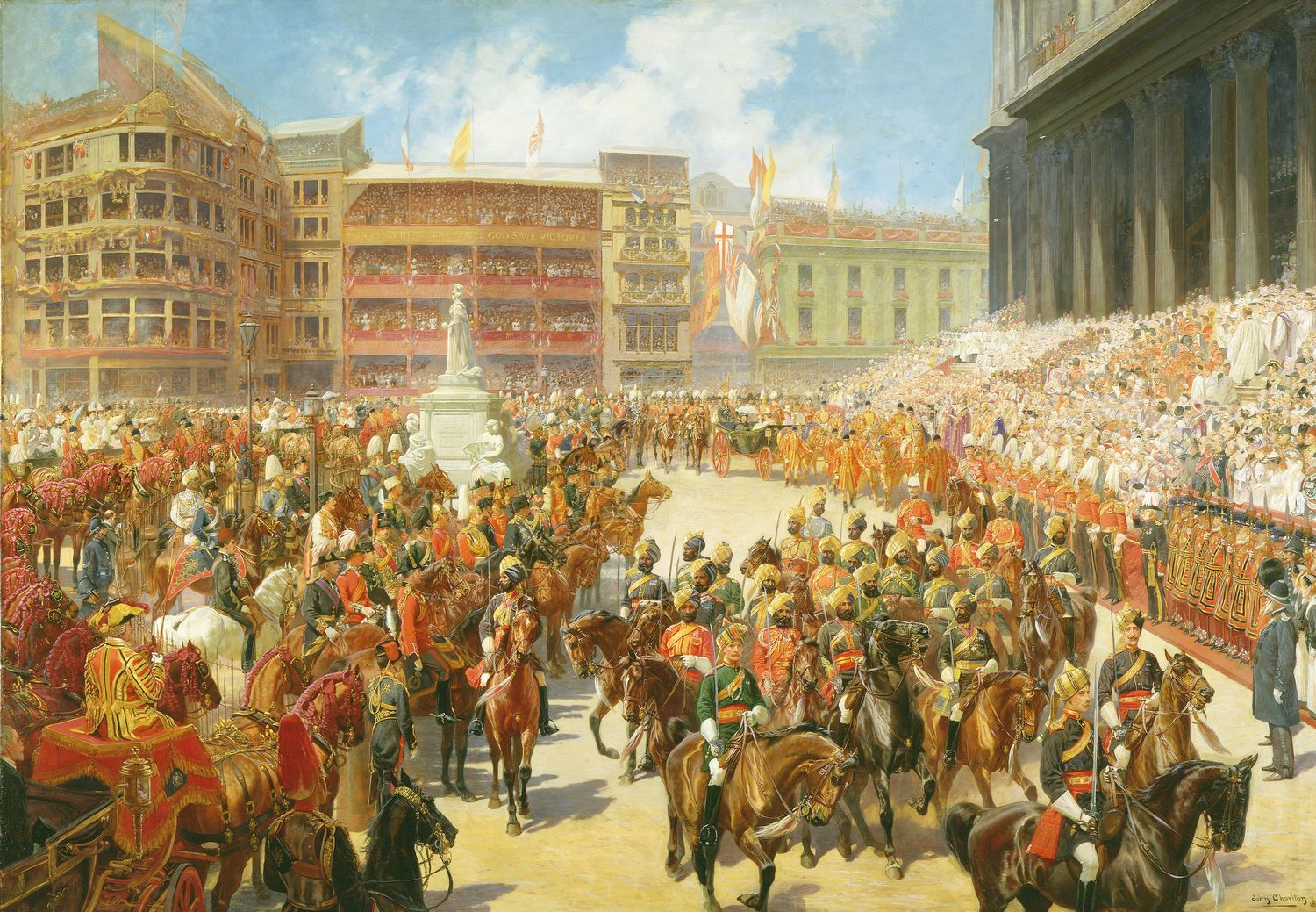
Llegada del carruaje de Victoria a la catedral de San Pablo para celebrar su jubileo de diamante, 1897

El 22 de septiembre de 1896, Victoria se convirtió en la monarca con más tiempo de reinado en la historia británica tras sobrepasar a su abuelo, Jorge III. De acuerdo a una petición de la reina, todas las celebraciones públicas especiales por el acontecimiento fueron retrasadas hasta 1897, el año en que se celebraba su jubileo de diamante. El secretario de colonias, Joseph Chamberlain, propuso que el jubileo fuera un festival en todo el Imperio.
Así, invitaron a los primeros ministros de todas las colonias autónomas junto con sus familias. El desfile en el que participó la reina por Londres hizo una parada para realizar una misa de acción de gracias al aire libre junto a la catedral de San Pablo, durante la cual la reina permaneció sentada en su carruaje abierto. La celebración estuvo marcada por muestras de afecto a la monarca.
Victoria visitaba Europa muchas veces durante sus vacaciones. En 1889, cuando estaba en Biarritz, en Francia, se convirtió en la primera soberana reinante que visitó España al cruzar la frontera para una breve visita. En abril de 1900, la segunda guerra de los Bóeres estaba siendo tan mal vista que se le desaconsejó su viaje anual a Francia. En vez de eso, fue a Irlanda, por primera vez desde 1861, en parte, para agradecer la contribución de los regimientos irlandeses en Sudáfrica. En julio, su segundo hijo, Alfredo, murió: «Dios mío, mi querido y pobre «Affie» ha muerto», escribió en su diario; «este está siendo un año horrible, solo hay tristeza y horror por todas partes».

## Muerte y sucesión

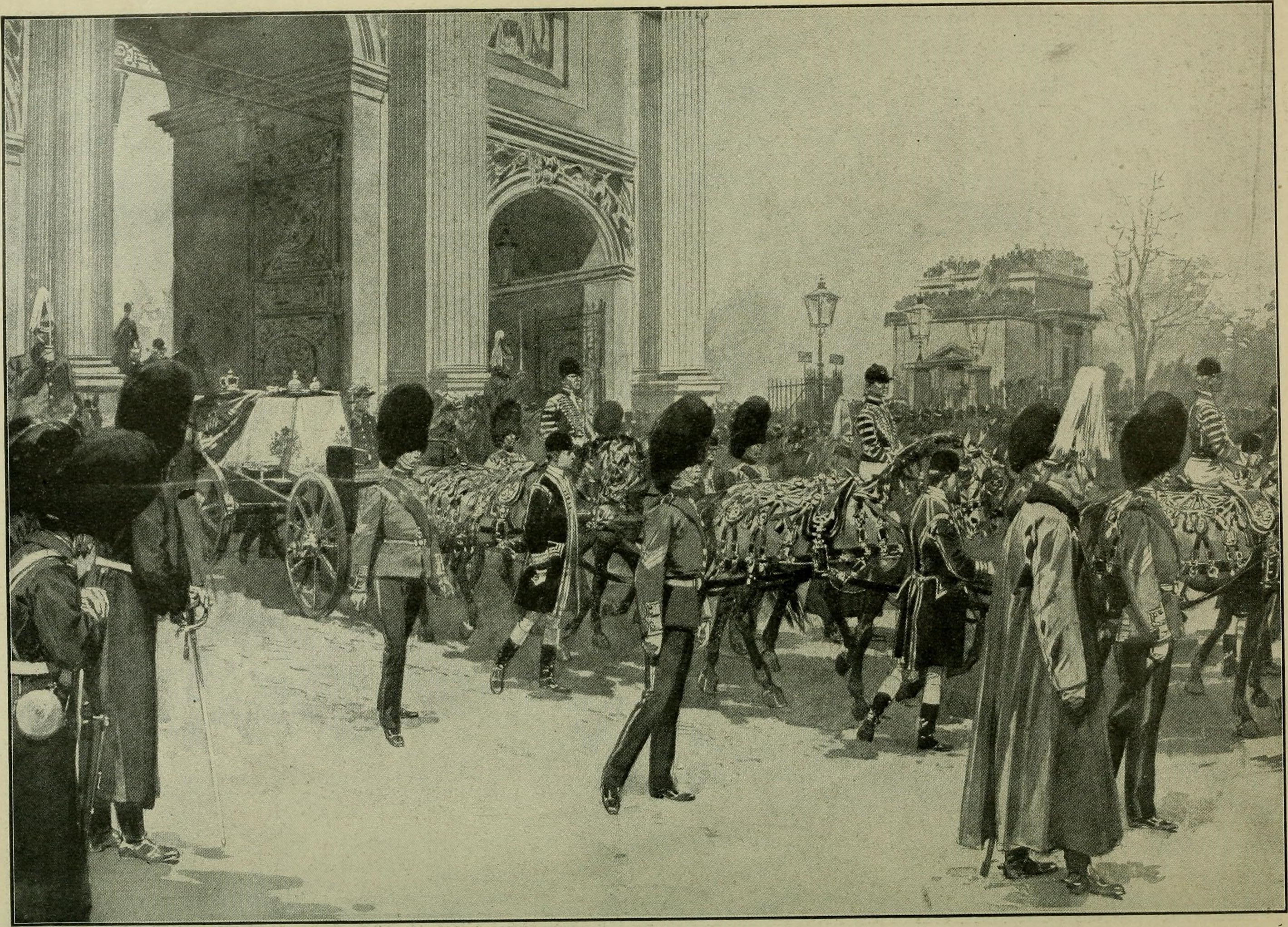
Cortejo fúnebre de la reina Victoria, 1901

Siguiendo una costumbre que mantuvo durante toda su viudez, Victoria pasó su última Navidad en el castillo de Osborne —diseñado por Alberto—, en la isla de Wight. El reumatismo de sus piernas le impedía caminar, y su visión estaba muy afectada por las cataratas. A principios de enero afirmó sentirse «mal y débil», y a mediados de mes escribió en su diario que se encontraba «soñolienta (...) mareada y confusa». Murió allí, debido al debilitamiento de su salud, el martes 22 de enero de 1901, a las 6:30, con 81 años. En su lecho de muerte estaba acompañada por su hijo y futuro rey, Eduardo, y su nieto mayor, el emperador alemán Guillermo II.
Cuatro años antes de su deceso, en 1897, Victoria había dejado escritas las instrucciones para su funeral, el cual quería que fuera militar, ya que era hija de un soldado y jefe del ejército, y que el color dominante fuera el blanco en lugar del negro. El 25 de enero, el rey Eduardo, el káiser Guillermo y el príncipe Arturo ayudaron a llevar el ataúd. La reina estaba vestida con su velo de novia. A petición suya, el médico y las criadas que la vistieron colocaron también varias fotografías y objetos de su numerosa familia y de sus criados en el féretro. Así, colocaron también una camisa de dormir de Alberto a su lado, junto con un molde de yeso de su mano, además de una fotografía y un mechón de pelo de John Brown, que escondieron en la parte izquierda, debajo de un ramo de flores. Varias joyas fueron enterradas junto con Victoria, incluyendo la alianza de la madre de John Brown que este le había dado en 1883. Su funeral se realizó el sábado 2 de febrero de 1901, en la capilla de San Jorge del castillo de Windsor y, después de dos días de velatorio, fue enterrada junto a Alberto en el Mausoleo Real de Frogmore, en el gran parque de Windsor. Cuando fue enterrada, empezó a nevar.
La muerte de Victoria supuso el fin del poder de la casa de Hannover en el Reino Unido. Como su marido pertenecía a la Casa de Sajonia-Coburgo-Gotha su hijo y heredero, Eduardo VII, fue el primer monarca británico de esta nueva dinastía.

## Legado

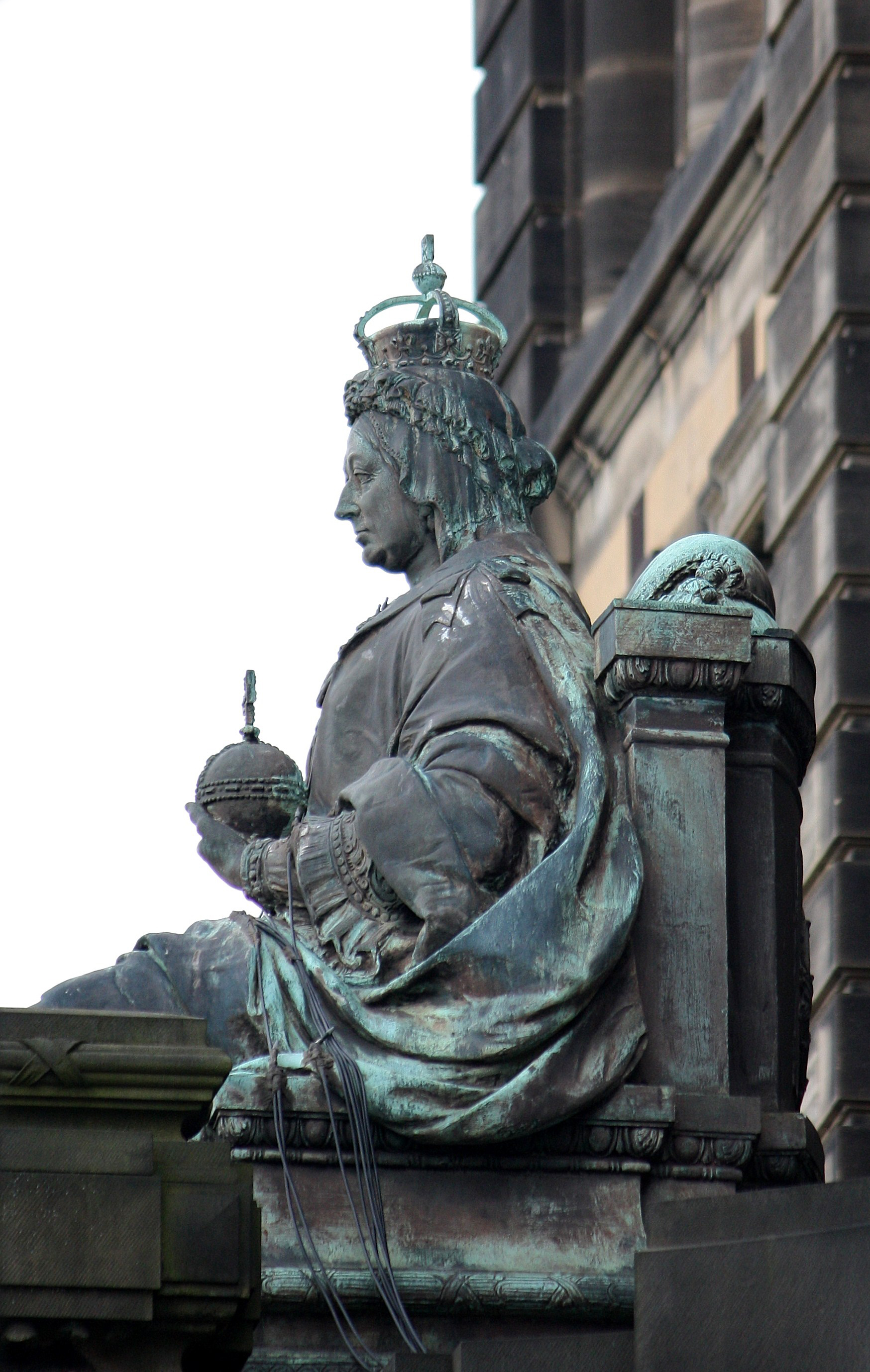
Estatua de la reina Victoria en Glasgow

Según uno de sus biógrafos, Giles St. Aubyn, Victoria escribió una media de 2500 palabras al día durante su vida adulta. Desde julio de 1832 hasta poco antes de su muerte escribió diarios con frecuencia y llegó a tener 122 volúmenes. Tras la muerte de Victoria, su hija menor, Beatriz, fue nombrada su ejecutora literaria. La hija pequeña de la reina transcribió y editó los diarios a partir de la llegada al trono de Eduardo VII y quemó los originales. A pesar de esta destrucción, muchos de los diarios aún existen. Además de la copia editada de Beatriz, lord Esher transcribió dos volúmenes de 1832 a 1861 antes de que Beatriz los destruyera. Parte de la extensa correspondencia de Victoria fue publicada en varios volúmenes de diferentes autores.
Victoria estaba desproporcionada físicamente: era corpulenta, poco elegante y no medía más de un metro y medio. A pesar de estos defectos, proyectó una imagen de grandeza. Fue poco popular durante los primeros años de viudez, pero fue muy querida en las décadas de 1880 y 1890, cuando encarnó la figura del imperio, una figura matriarcal benevolente. Solo se conoció su verdadera influencia política después de que se revelaran al público los diarios y cartas. Muchas biografías publicadas hasta hoy concluyen que Victoria era emocional, obstinada, honesta y sincera.
A lo largo del reinado de Victoria continuó el establecimiento gradual de una monarquía constitucional moderna en Gran Bretaña. Las reformas en el sistema electoral aumentaron el poder del parlamento perjudicando a los nobles y a la monarquía. En 1867, Walter Bagehot escribió que el monarca solo tenía «el derecho a ser consultado, el derecho de animar y el derecho de avisar». A medida que la monarquía de Victoria se volvía más simbólica que política, empezó a dar más importancia a la moralidad y a los valores familiares. Esto se contrapone a los escándalos financieros, sexuales y personales que se asociaban a los miembros anteriores de la casa de Hanóver, que habían desacreditado a la monarquía. El concepto de «monarquía familia», con el cual las clases medias se podían identificar, se fortaleció.
Los lazos que Victoria tenía con las familias reales europeas le valieron el apodo de «la abuela de Europa». Victoria y Alberto tuvieron 42 nietos. Entre sus descendientes se incluyen la reina Isabel II del Reino Unido; su marido, el príncipe Felipe; su hijo, el rey Carlos III del Reino Unido; el rey Harald V de Noruega; el rey Carlos XVI Gustavo de Suecia, la reina Margarita II de Dinamarca; y su hijo, el rey Federico X de Dinamarca; el rey Juan Carlos I de España, su esposa Sofía de Grecia; y su hijo, el rey Felipe VI de España; entre otros miembros de la realeza europea.

## Cultura popular
La reina Victoria ha sido retratada en diversas películas, series de televisión, libros, revistas y otras publicaciones. La primera película fue Victoria, the Great, dirigida y producida por Herbert Wilcox, y su actriz protagonista fue la británica Anna Neagle. La película se estrenó en 1937, año de la coronación del bisnieto de Victoria, el rey Jorge VI, y sirvió para conmemorar el centenario de la coronación de la reina en 1837. Tuvo tanto éxito que al año siguiente se estrenó la secuela Sixty Glorious Years.
Otra película muy conocida sobre la vida de Victoria se estrenó en 1950, The Mudlark. Tenía a Irene Dunne como protagonista y era una versión alternativa a los años de luto de la reina. En 1954 el director austríaco Ernst Marischka rodaría con Romy Schneider Los jóvenes años de una reina, precursora de la saga de Sissi. En 1997, Judi Dench y Billy Connolly protagonizaron la película Mrs Brown, sobre la relación de la reina con su criado escocés, John Brown. La película fue muy aclamada por la crítica y le valió a Dench una nominación al Óscar. En 2001, la BBC estrenó una serie de dos episodios titulada Victoria & Albert, protagonizada por Victoria Hamilton y Jonathan Firth, que retrataba la vida de Victoria desde su infancia hasta la muerte de Alberto en 1861.
La reina también aparece en el anime Kuroshitsuji, el cual está ambientado en el siglo XIX.
En 2009, Emily Blunt y Rupert Friend protagonizaron la película The Young Victoria, una versión romántica de la vida de la pareja real, aclamada por la crítica y que recibió varias nominaciones a Óscar y a los Globos de Oro, incluyendo mejor actriz dramática para Emily Blunt (en los Globos de Oro), mejor dirección artística, mejor maquillaje y vestuario (por el que consiguió el Óscar).
En 2015 la reina aparece en el videojuego Assassin's Creed: Syndicate, ambientado durante el año 1868. Allí, la reina Victoria mantiene una relación de amistad con los asesinos Jacob y Evie Frye (los protagonistas del juego), a los que les pide algunos favores en forma de misiones secundarias.
En agosto de 2016 se estrena la miniserie Victoria, protagonizada por Jenna Coleman y Tom Hughes, tomando el papel de la reina Victoria y el príncipe Alberto, respectivamente.
El 22 de septiembre de 2017 en España se estrena Victoria & Abdul, protagonizada por Judi Dench y Ali Fazal, como Victoria y Abdul Karim, su último consejero antes de la muerte de la misma, respectivamente.
En The Crown, serie semi biográfica de la vida y reinado de Isabel II del Reino Unido, la reina Victoria es mencionada constantemente como un referente para Isabel y su forma de reinar y dirigir su familia.

### Series de televisión
| Año  | Título            | Actriz            | Notas |
| ---- | ----------------- | ----------------- | ----- |
| 2016 | Victoria          | Jenna Coleman     |       |
| 2001 | Victoria & Albert | Victoria Hamilton |       |

### Cine
| Año  | Título                        | Actriz          | Director(a)      |
| ---- | ----------------------------- | --------------- | ---------------- |
| 2017 | Victoria & Abdul              | Judi Dench      | Stephen Frears   |
| 2012 | ¡Piratas!                     | Imelda Staunton | Peter Lord       |
| 2009 | The Young Victoria            | Emily Blunt     | Jean-Marc Vallée |
| 2004 | La vuelta al mundo en 80 días | Kathy Bates     | Frank Coraci     |
| 1997 | Mrs Brown                     | Judi Dench      | John Madden      |
| 1954 | Los jóvenes años de una reina | Romy Schneider  | Ernst Marischka  |
| 1950 | The Mudlark                   | Irene Dunne     | Jean Negulesco   |
| 1938 | Sixty Glorious Years          | Anna Neagle     | Herbert Wilcox   |
| 1937 | Victoria, the Great           | Anna Neagle     | Herbert Wilcox   |

### Videojuegos
La popular saga de videojuegos de estrategia 4X de la compañía Paradox Interactive: Victoria, deriva su nombre de la reina Victoria y cuenta con tres entregas, siendo la más reciente Victoria 3.

## Títulos y órdenes

### Títulos
| ● 24 de mayo de 1819-20 de junio de 1837:  | Su alteza real la princesa Alexandrina Victoria de Kent |
| ● 20 de junio de 1837-22 de enero de 1901: | Su majestad la reina                                    |

En el Raj británico:
| ● 1 de mayo de 1876-22 de enero de 1901: | Su majestad imperial la reina, emperatriz de la India |

Al final de su reinado, su título completo era: «Su Majestad Victoria, por la Gracia de Dios, del Reino Unido de Gran Bretaña e Irlanda Reina, Defensora de la Fe, Emperatriz de la India».

### Órdenes
- Miembro de la Orden de familia de Jorge IV ( Reino Unido, 24 de mayo de 1823).[Nota 1][226][227][228]
- Dama de la Orden de las Damas Nobles de la Reina María Luisa[229] (21 de diciembre de 1833, Reino de España).
- Dama de la Orden de la Reina Santa Isabel[230] (1836, Reino de Portugal).
- Gran cruz de la Orden Imperial de San Carlos de México.[231] (1866, Imperio mexicano).
- Dama de la Orden del León Dorado[232] (25 de abril de 1885, gran ducado de Hesse).

## Ancestros
| \| \| \| \| \| \| \| \| \| \| \| \| \| \| \| \| \| \| \| \| 16. Jorge II de Gran Bretaña \| \| \| \| \| \| \| \| \| \| \| \| \| \| \| \| \| \| \| \| \| \| \| \| \| \| \| \| \| \| \| \| \| \| \| \| \| \| \| \| \| \| \| \| \| \| \| \| \| \| \| \| \| \| 8. Federico Luis de Gales \| \| \| \| \| \| \| \| \| \| \| \| \| \| \| \| \| \| \| \| \| \| \| \| \| \| \| \| \| \| \| \| \| \| \| \| \| \| \| \| \| \| \| \| \| \| \| \| \| \| \| \| \| \| 17. Carolina de Brandeburgo-Ansbach \| \| \| \| \| \| \| \| \| \| \| \| \| \| \| \| \| \| \| \| \| \| \| \| \| \| \| \| \| \| \| \| \| \| \| \| \| \| \| \| \| \| \| \| \| \| \| \| \| \| \| \| \| \| 4. Jorge III del Reino Unido \| \| \| \| \| \| \| \| \| \| \| \| \| \| \| \| \| \| \| \| \| \| \| \| \| \| \| \| \| \| \| \| \| \| \| \| \| \| \| \| \| \| \| \| \| \| \| \| \| \| \| \| \| \| 18. Federico II de Sajonia-Gotha-Altenburg \| \| \| \| \| \| \| \| \| \| \| \| \| \| \| \| \| \| \| \| \| \| \| \| \| \| \| \| \| \| \| \| \| \| \| \| \| \| \| \| \| \| \| \| \| \| \| \| \| \| \| \| \| \| 9. Augusta de Sajonia-Gotha \| \| \| \| \| \| \| \| \| \| \| \| \| \| \| \| \| \| \| \| \| \| \| \| \| \| \| \| \| \| \| \| \| \| \| \| \| \| \| \| \| \| \| \| \| \| \| \| \| \| \| \| \| \| 19. Magdalena Augusta de Anhalt-Zerbst \| \| \| \| \| \| \| \| \| \| \| \| \| \| \| \| \| \| \| \| \| \| \| \| \| \| \| \| \| \| \| \| \| \| \| \| \| \| \| \| \| \| \| \| \| \| \| \| \| \| \| \| \| \| 2. Eduardo de Kent \| \| \| \| \| \| \| \| \| \| \| \| \| \| \| \| \| \| \| \| \| \| \| \| \| \| \| \| \| \| \| \| \| \| \| \| \| \| \| \| \| \| \| \| \| \| \| \| \| \| \| \| \| \| 20. Adolfo Federico II de Mecklemburgo-Strelitz \| \| \| \| \| \| \| \| \| \| \| \| \| \| \| \| \| \| \| \| \| \| \| \| \| \| \| \| \| \| \| \| \| \| \| \| \| \| \| \| \| \| \| \| \| \| \| \| \| \| \| \| \| \| 10. Carlos Luis de Mecklemburgo-Strelitz \| \| \| \| \| \| \| \| \| \| \| \| \| \| \| \| \| \| \| \| \| \| \| \| \| \| \| \| \| \| \| \| \| \| \| \| \| \| \| \| \| \| \| \| \| \| \| \| \| \| \| \| \| \| 21. Cristina Emilia de Schwarzburg-Sondershausen \| \| \| \| \| \| \| \| \| \| \| \| \| \| \| \| \| \| \| \| \| \| \| \| \| \| \| \| \| \| \| \| \| \| \| \| \| \| \| \| \| \| \| \| \| \| \| \| \| \| \| \| \| \| 5. Carlota de Mecklemburgo-Strelitz \| \| \| \| \| \| \| \| \| \| \| \| \| \| \| \| \| \| \| \| \| \| \| \| \| \| \| \| \| \| \| \| \| \| \| \| \| \| \| \| \| \| \| \| \| \| \| \| \| \| \| \| \| \| 22. Ernesto Federico I de Sajonia-Hildburghausen \| \| \| \| \| \| \| \| \| \| \| \| \| \| \| \| \| \| \| \| \| \| \| \| \| \| \| \| \| \| \| \| \| \| \| \| \| \| \| \| \| \| \| \| \| \| \| \| \| \| \| \| \| \| 11. Isabel Albertina de Sajonia-Hildburghausen \| \| \| \| \| \| \| \| \| \| \| \| \| \| \| \| \| \| \| \| \| \| \| \| \| \| \| \| \| \| \| \| \| \| \| \| \| \| \| \| \| \| \| \| \| \| \| \| \| \| \| \| \| \| 23. Sofía Albertina de Erbach-Erbach \| \| \| \| \| \| \| \| \| \| \| \| \| \| \| \| \| \| \| \| \| \| \| \| \| \| \| \| \| \| \| \| \| \| \| \| \| \| \| \| \| \| \| \| \| \| \| \| \| \| \| \| \| \| 1. Victoria del Reino Unido \| \| \| \| \| \| \| \| \| \| \| \| \| \| \| \| \| \| \| \| \| \| \| \| \| \| \| \| \| \| \| \| \| \| \| \| \| \| \| \| \| \| \| \| \| \| \| \| \| \| \| \| \| \| 24. Francisco Josías de Sajonia-Coburgo-Saalfeld \| \| \| \| \| \| \| \| \| \| \| \| \| \| \| \| \| \| \| \| \| \| \| \| \| \| \| \| \| \| \| \| \| \| \| \| \| \| \| \| \| \| \| \| \| \| \| \| \| \| \| \| \| \| 12. Ernesto Federico de Sajonia-Coburgo-Saalfeld \| \| \| \| \| \| \| \| \| \| \| \| \| \| \| \| \| \| \| \| \| \| \| \| \| \| \| \| \| \| \| \| \| \| \| \| \| \| \| \| \| \| \| \| \| \| \| \| \| \| \| \| \| \| 25. Ana Sofía de Schwarzburgo-Rudolstadt \| \| \| \| \| \| \| \| \| \| \| \| \| \| \| \| \| \| \| \| \| \| \| \| \| \| \| \| \| \| \| \| \| \| \| \| \| \| \| \| \| \| \| \| \| \| \| \| \| \| \| \| \| \| 6. Francisco de Sajonia-Coburgo-Saalfeld \| \| \| \| \| \| \| \| \| \| \| \| \| \| \| \| \| \| \| \| \| \| \| \| \| \| \| \| \| \| \| \| \| \| \| \| \| \| \| \| \| \| \| \| \| \| \| \| \| \| \| \| \| \| 26. Fernando Alberto II, duque de Brunswick-Lüneburg \| \| \| \| \| \| \| \| \| \| \| \| \| \| \| \| \| \| \| \| \| \| \| \| \| \| \| \| \| \| \| \| \| \| \| \| \| \| \| \| \| \| \| \| \| \| \| \| \| \| \| \| \| \| 13. Sofía Antonia de Brunswick-Wolfenbüttel \| \| \| \| \| \| \| \| \| \| \| \| \| \| \| \| \| \| \| \| \| \| \| \| \| \| \| \| \| \| \| \| \| \| \| \| \| \| \| \| \| \| \| \| \| \| \| \| \| \| \| \| \| \| 27. Antonieta Amalia de Brunswick-Wolfenbüttel \| \| \| \| \| \| \| \| \| \| \| \| \| \| \| \| \| \| \| \| \| \| \| \| \| \| \| \| \| \| \| \| \| \| \| \| \| \| \| \| \| \| \| \| \| \| \| \| \| \| \| \| \| \| 3. Victoria de Sajonia-Coburgo-Saalfeld \| \| \| \| \| \| \| \| \| \| \| \| \| \| \| \| \| \| \| \| \| \| \| \| \| \| \| \| \| \| \| \| \| \| \| \| \| \| \| \| \| \| \| \| \| \| \| \| \| \| \| \| \| \| 28. Enrique XXIX de Reuss-Ebersdorf \| \| \| \| \| \| \| \| \| \| \| \| \| \| \| \| \| \| \| \| \| \| \| \| \| \| \| \| \| \| \| \| \| \| \| \| \| \| \| \| \| \| \| \| \| \| \| \| \| \| \| \| \| \| 14. Enrique XXIV de Reuss-Ebersdorf \| \| \| \| \| \| \| \| \| \| \| \| \| \| \| \| \| \| \| \| \| \| \| \| \| \| \| \| \| \| \| \| \| \| \| \| \| \| \| \| \| \| \| \| \| \| \| \| \| \| \| \| \| \| 29. Sofía Teodora de Castell-Remlingen \| \| \| \| \| \| \| \| \| \| \| \| \| \| \| \| \| \| \| \| \| \| \| \| \| \| \| \| \| \| \| \| \| \| \| \| \| \| \| \| \| \| \| \| \| \| \| \| \| \| \| \| \| \| 7. Augusta de Reuss-Ebersdorf \| \| \| \| \| \| \| \| \| \| \| \| \| \| \| \| \| \| \| \| \| \| \| \| \| \| \| \| \| \| \| \| \| \| \| \| \| \| \| \| \| \| \| \| \| \| \| \| \| \| \| \| \| \| 30. Jorge Augusto de Erbach-Schönberg \| \| \| \| \| \| \| \| \| \| \| \| \| \| \| \| \| \| \| \| \| \| \| \| \| \| \| \| \| \| \| \| \| \| \| \| \| \| \| \| \| \| \| \| \| \| \| \| \| \| \| \| \| \| 15. Carolina Ernestina de Erbach-Schönberg \| \| \| \| \| \| \| \| \| \| \| \| \| \| \| \| \| \| \| \| \| \| \| \| \| \| \| \| \| \| \| \| \| \| \| \| \| \| \| \| \| \| \| \| \| \| \| \| \| \| \| \| \| \| 31. Fernanda Enriqueta de Stolberg-Gedern \| \| \| \| \| \| \| \| \| \| \| \| \| \| \| \| \| \| \| \| \| \| \| \| \| \| \| \| \| \| \| \| \| \| \| \| \| \| \| \| \| \| \| \| \| \| \| \| \| \| \| \| |                                                      |  |  |  |  |  |  |  |  |  |  |  |  |  |  |  |
| |                                                      |  |  |  |  |  |  |  |  |  |  |  |  |  |  |  |
| | 16. Jorge II de Gran Bretaña                         |  |  |  |  |  |  |  |  |  |  |  |  |  |  |  |
| |                                                      |  |  |  |  |  |  |  |  |  |  |  |  |  |  |  |
| |                                                      |  |  |  |  |  |  |  |  |  |  |  |  |  |  |  |
| | 8. Federico Luis de Gales                            |  |  |  |  |  |  |  |  |  |  |  |  |  |  |  |
| |                                                      |  |  |  |  |  |  |  |  |  |  |  |  |  |  |  |
| |                                                      |  |  |  |  |  |  |  |  |  |  |  |  |  |  |  |
| | 17. Carolina de Brandeburgo-Ansbach                  |  |  |  |  |  |  |  |  |  |  |  |  |  |  |  |
| |                                                      |  |  |  |  |  |  |  |  |  |  |  |  |  |  |  |
| |                                                      |  |  |  |  |  |  |  |  |  |  |  |  |  |  |  |
| | 4. Jorge III del Reino Unido                         |  |  |  |  |  |  |  |  |  |  |  |  |  |  |  |
| |                                                      |  |  |  |  |  |  |  |  |  |  |  |  |  |  |  |
| |                                                      |  |  |  |  |  |  |  |  |  |  |  |  |  |  |  |
| | 18. Federico II de Sajonia-Gotha-Altenburg           |  |  |  |  |  |  |  |  |  |  |  |  |  |  |  |
| |                                                      |  |  |  |  |  |  |  |  |  |  |  |  |  |  |  |
| |                                                      |  |  |  |  |  |  |  |  |  |  |  |  |  |  |  |
| | 9. Augusta de Sajonia-Gotha                          |  |  |  |  |  |  |  |  |  |  |  |  |  |  |  |
| |                                                      |  |  |  |  |  |  |  |  |  |  |  |  |  |  |  |
| |                                                      |  |  |  |  |  |  |  |  |  |  |  |  |  |  |  |
| | 19. Magdalena Augusta de Anhalt-Zerbst               |  |  |  |  |  |  |  |  |  |  |  |  |  |  |  |
| |                                                      |  |  |  |  |  |  |  |  |  |  |  |  |  |  |  |
| |                                                      |  |  |  |  |  |  |  |  |  |  |  |  |  |  |  |
| | 2. Eduardo de Kent                                   |  |  |  |  |  |  |  |  |  |  |  |  |  |  |  |
| |                                                      |  |  |  |  |  |  |  |  |  |  |  |  |  |  |  |
| |                                                      |  |  |  |  |  |  |  |  |  |  |  |  |  |  |  |
| | 20. Adolfo Federico II de Mecklemburgo-Strelitz      |  |  |  |  |  |  |  |  |  |  |  |  |  |  |  |
| |                                                      |  |  |  |  |  |  |  |  |  |  |  |  |  |  |  |
| |                                                      |  |  |  |  |  |  |  |  |  |  |  |  |  |  |  |
| | 10. Carlos Luis de Mecklemburgo-Strelitz             |  |  |  |  |  |  |  |  |  |  |  |  |  |  |  |
| |                                                      |  |  |  |  |  |  |  |  |  |  |  |  |  |  |  |
| |                                                      |  |  |  |  |  |  |  |  |  |  |  |  |  |  |  |
| | 21. Cristina Emilia de Schwarzburg-Sondershausen     |  |  |  |  |  |  |  |  |  |  |  |  |  |  |  |
| |                                                      |  |  |  |  |  |  |  |  |  |  |  |  |  |  |  |
| |                                                      |  |  |  |  |  |  |  |  |  |  |  |  |  |  |  |
| | 5. Carlota de Mecklemburgo-Strelitz                  |  |  |  |  |  |  |  |  |  |  |  |  |  |  |  |
| |                                                      |  |  |  |  |  |  |  |  |  |  |  |  |  |  |  |
| |                                                      |  |  |  |  |  |  |  |  |  |  |  |  |  |  |  |
| | 22. Ernesto Federico I de Sajonia-Hildburghausen     |  |  |  |  |  |  |  |  |  |  |  |  |  |  |  |
| |                                                      |  |  |  |  |  |  |  |  |  |  |  |  |  |  |  |
| |                                                      |  |  |  |  |  |  |  |  |  |  |  |  |  |  |  |
| | 11. Isabel Albertina de Sajonia-Hildburghausen       |  |  |  |  |  |  |  |  |  |  |  |  |  |  |  |
| |                                                      |  |  |  |  |  |  |  |  |  |  |  |  |  |  |  |
| |                                                      |  |  |  |  |  |  |  |  |  |  |  |  |  |  |  |
| | 23. Sofía Albertina de Erbach-Erbach                 |  |  |  |  |  |  |  |  |  |  |  |  |  |  |  |
| |                                                      |  |  |  |  |  |  |  |  |  |  |  |  |  |  |  |
| |                                                      |  |  |  |  |  |  |  |  |  |  |  |  |  |  |  |
| | 1. Victoria del Reino Unido                          |  |  |  |  |  |  |  |  |  |  |  |  |  |  |  |
| |                                                      |  |  |  |  |  |  |  |  |  |  |  |  |  |  |  |
| |                                                      |  |  |  |  |  |  |  |  |  |  |  |  |  |  |  |
| | 24. Francisco Josías de Sajonia-Coburgo-Saalfeld     |  |  |  |  |  |  |  |  |  |  |  |  |  |  |  |
| |                                                      |  |  |  |  |  |  |  |  |  |  |  |  |  |  |  |
| |                                                      |  |  |  |  |  |  |  |  |  |  |  |  |  |  |  |
| | 12. Ernesto Federico de Sajonia-Coburgo-Saalfeld     |  |  |  |  |  |  |  |  |  |  |  |  |  |  |  |
| |                                                      |  |  |  |  |  |  |  |  |  |  |  |  |  |  |  |
| |                                                      |  |  |  |  |  |  |  |  |  |  |  |  |  |  |  |
| | 25. Ana Sofía de Schwarzburgo-Rudolstadt             |  |  |  |  |  |  |  |  |  |  |  |  |  |  |  |
| |                                                      |  |  |  |  |  |  |  |  |  |  |  |  |  |  |  |
| |                                                      |  |  |  |  |  |  |  |  |  |  |  |  |  |  |  |
| | 6. Francisco de Sajonia-Coburgo-Saalfeld             |  |  |  |  |  |  |  |  |  |  |  |  |  |  |  |
| |                                                      |  |  |  |  |  |  |  |  |  |  |  |  |  |  |  |
| |                                                      |  |  |  |  |  |  |  |  |  |  |  |  |  |  |  |
| | 26. Fernando Alberto II, duque de Brunswick-Lüneburg |  |  |  |  |  |  |  |  |  |  |  |  |  |  |  |
| |                                                      |  |  |  |  |  |  |  |  |  |  |  |  |  |  |  |
| |                                                      |  |  |  |  |  |  |  |  |  |  |  |  |  |  |  |
| | 13. Sofía Antonia de Brunswick-Wolfenbüttel          |  |  |  |  |  |  |  |  |  |  |  |  |  |  |  |
| |                                                      |  |  |  |  |  |  |  |  |  |  |  |  |  |  |  |
| |                                                      |  |  |  |  |  |  |  |  |  |  |  |  |  |  |  |
| | 27. Antonieta Amalia de Brunswick-Wolfenbüttel       |  |  |  |  |  |  |  |  |  |  |  |  |  |  |  |
| |                                                      |  |  |  |  |  |  |  |  |  |  |  |  |  |  |  |
| |                                                      |  |  |  |  |  |  |  |  |  |  |  |  |  |  |  |
| | 3. Victoria de Sajonia-Coburgo-Saalfeld              |  |  |  |  |  |  |  |  |  |  |  |  |  |  |  |
| |                                                      |  |  |  |  |  |  |  |  |  |  |  |  |  |  |  |
| |                                                      |  |  |  |  |  |  |  |  |  |  |  |  |  |  |  |
| | 28. Enrique XXIX de Reuss-Ebersdorf                  |  |  |  |  |  |  |  |  |  |  |  |  |  |  |  |
| |                                                      |  |  |  |  |  |  |  |  |  |  |  |  |  |  |  |
| |                                                      |  |  |  |  |  |  |  |  |  |  |  |  |  |  |  |
| | 14. Enrique XXIV de Reuss-Ebersdorf                  |  |  |  |  |  |  |  |  |  |  |  |  |  |  |  |
| |                                                      |  |  |  |  |  |  |  |  |  |  |  |  |  |  |  |
| |                                                      |  |  |  |  |  |  |  |  |  |  |  |  |  |  |  |
| | 29. Sofía Teodora de Castell-Remlingen               |  |  |  |  |  |  |  |  |  |  |  |  |  |  |  |
| |                                                      |  |  |  |  |  |  |  |  |  |  |  |  |  |  |  |
| |                                                      |  |  |  |  |  |  |  |  |  |  |  |  |  |  |  |
| | 7. Augusta de Reuss-Ebersdorf                        |  |  |  |  |  |  |  |  |  |  |  |  |  |  |  |
| |                                                      |  |  |  |  |  |  |  |  |  |  |  |  |  |  |  |
| |                                                      |  |  |  |  |  |  |  |  |  |  |  |  |  |  |  |
| | 30. Jorge Augusto de Erbach-Schönberg                |  |  |  |  |  |  |  |  |  |  |  |  |  |  |  |
| |                                                      |  |  |  |  |  |  |  |  |  |  |  |  |  |  |  |
| |                                                      |  |  |  |  |  |  |  |  |  |  |  |  |  |  |  |
| | 15. Carolina Ernestina de Erbach-Schönberg           |  |  |  |  |  |  |  |  |  |  |  |  |  |  |  |
| |                                                      |  |  |  |  |  |  |  |  |  |  |  |  |  |  |  |
| |                                                      |  |  |  |  |  |  |  |  |  |  |  |  |  |  |  |
| | 31. Fernanda Enriqueta de Stolberg-Gedern            |  |  |  |  |  |  |  |  |  |  |  |  |  |  |  |
| |                                                      |  |  |  |  |  |  |  |  |  |  |  |  |  |  |  |
| |                                                      |  |  |  |  |  |  |  |  |  |  |  |  |  |  |  |